# One Tree Hill/Episodenliste

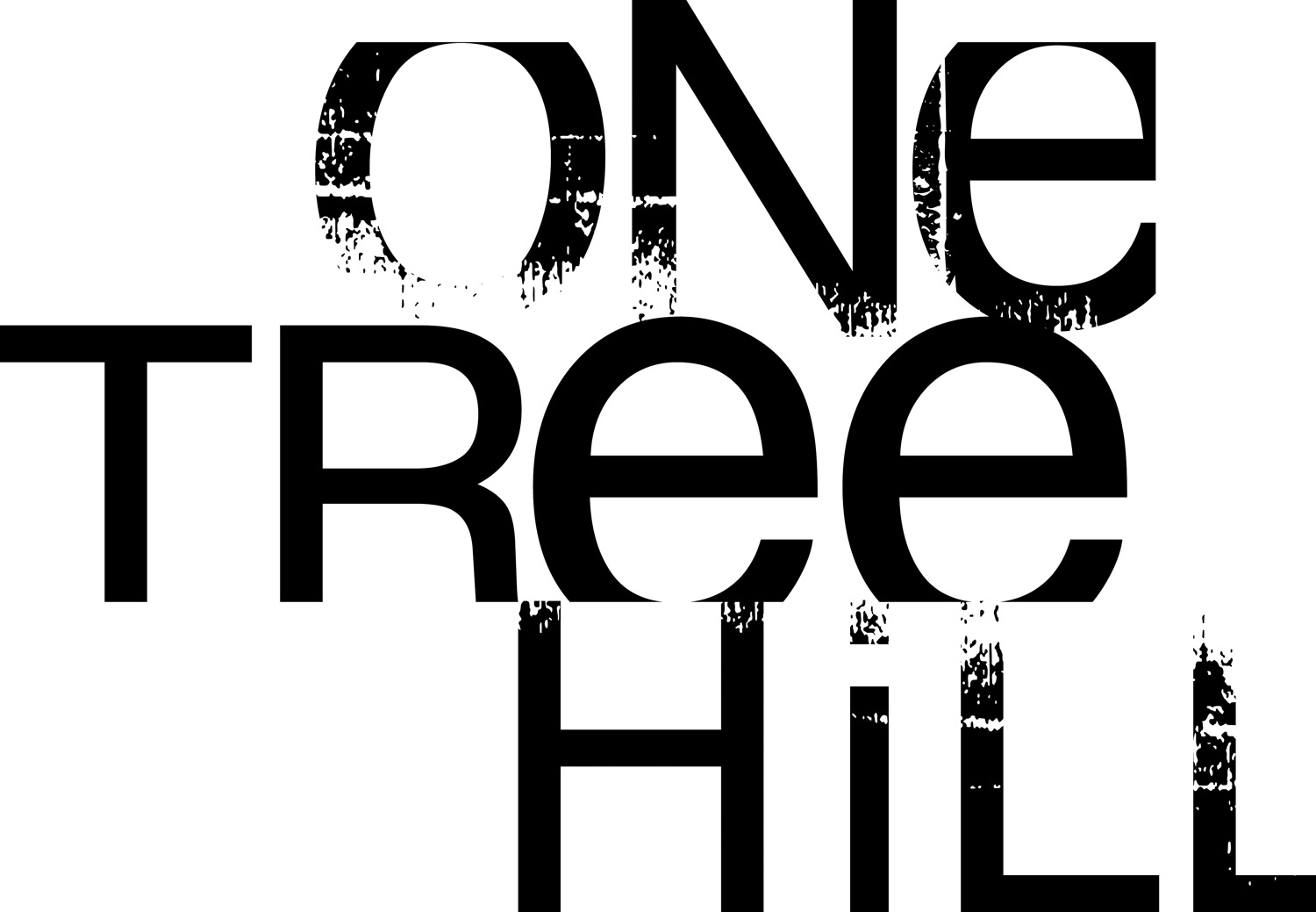
Logo zur Serie

Diese Episodenliste enthält alle Episoden der US-amerikanischen Jugendserie One Tree Hill sortiert nach der US-amerikanischen Erstausstrahlung. Zwischen 2003 und 2012 entstanden in insgesamt neun Staffeln 187 Episoden mit einer Länge von jeweils etwa 40 Minuten.

## Übersicht
| Staffel | Episodenanzahl | Erstausstrahlung USA | Erstausstrahlung USA | Deutschsprachige Erstausstrahlung | Deutschsprachige Erstausstrahlung |
| Staffel | Episodenanzahl | Staffelpremiere      | Staffelfinale        | Staffelpremiere                   | Staffelfinale                     |
| ------- | -------------- | -------------------- | -------------------- | --------------------------------- | --------------------------------- |
| 1       | 22             | 23. September 2003   | 11. Mai 2004         | 7. Oktober 2007                   | 19. September 2008                |
| 2       | 23             | 21. September 2004   | 24. Mai 2005         | 23. September 2008                | 20. November 2008                 |
| 3       | 22             | 5. Oktober 2005      | 3. Mai 2006          | 21. November 2008                 | 24. Dezember 2008                 |
| 4       | 21             | 27. September 2006   | 13. Juni 2007        | 24. September 2008                | 26. Januar 2009                   |
| 5       | 18             | 8. Januar 2008       | 19. Mai 2008         | 30. Juni 2010                     | 29. Juli 2010                     |
| 6       | 24             | 1. September 2008    | 18. Mai 2009         | 9. Februar 2014                   | 6. April 2014                     |
| 7       | 22             | 14. September 2009   | 17. Mai 2010         | 26. Mai 2015                      | 24. Juni 2015                     |
| 8       | 22             | 14. September 2010   | 17. Mai 2011         | 25. Juni 2015                     | 24. Juli 2015                     |
| 9       | 13             | 11. Januar 2012      | 4. April 2012        | 2. Januar 2017                    | 18. Januar 2017                   |

## Staffel 1
Die Erstausstrahlung der ersten Staffel war vom 23. September 2003 bis zum 11. Mai 2004 auf dem US-amerikanischen Sender The WB zu sehen. Die deutschsprachige Erstausstrahlung sendete der deutsche Free-TV-Sender ProSieben vom 7. Oktober 2007 bis zum 19. September 2008.
| Nr. (ges.) | Nr. (St.) | Deutscher Titel            | Originaltitel                             | Erstausstrahlung USA | Deutschsprachige Erstausstrahlung (D) | Regie                 | Drehbuch                                                          |
| --- | --------- | -------------------------- | ----------------------------------------- | -------------------- | ------------------------------------- | --------------------- | ----------------------------------------------------------------- |
| 1 | 1         | Brüder                     | Pilot                                     | 23. Sep. 2003        | 7. Okt. 2007                          | Bryan Gordon          | Mark Schwahn                                                      |
| Nachdem die Siegesfeier des Basketball Teams der Tree Hill Highschool nach ihrem jüngsten Sieg außer Kontrolle geraten ist, wird ein Großteil der Spieler des Teams suspendiert. Daraufhin bietet Trainer Whitey Durham, Lucas Scott, Halbbruder des Stars des Teams – Nathan Scott – einen Platz im Team an. Dan Scott, Vater von Lucas und Nathan, ist davon nicht begeistert, da er befürchtet Luke könnte Nathan das Rampenlicht stehlen. Er erkennt Luke, dessen Mutter Karen Roe er in der Highschool schwanger sitzengelassen hat, nicht als seinen Sohn an und will nichts mit ihm zu tun haben. Nathan, der ebenfalls nichts mit Luke zu tun haben will, schlägt diesem vor, gegeneinander Basketball zu spielen, um zu entscheiden, ob er ins Team darf oder nicht. Da Luke diese Partie knapp gewinnt, ist er fortan ein Teil der Ravens – des Highschool Basketball Teams von Tree Hill. |           |                            |                                           |                      |                                       |                       |                                                                   |
| 2 | 2         | Quälende Angst             | The Places You Have Come to Fear the Most | 30. Sep. 2003        | 14. Okt. 2007                         | Bryan Gordon          | Mark Schwahn                                                      |
| Seit er in der Schulmannschaft ist, spielt Luke sehr schlecht, weswegen er überlegt Basketball wieder aufzugeben. Nathan wird von seinem Vater, der zu seiner Schulzeit selbst Star des Basketballteams war, stark unter Druck gesetzt Höchstleistungen zu bringen, was ihn wiederum dazu bringt, seinen Frust bei seiner Freundin Peyton Sawyer loszulassen. Luke findet in Peytons Wagen, der sich zur Reparatur in der Autowerkstatt seines Onkels Keith Scott befindet, eine Mappe, die Comic Strips beinhaltet, die sie für eine lokale Zeitschrift gezeichnet hat. Als Luke sie fragt, warum sie diese nicht an die Zeitschrift geschickt habe, erklärt sie, dass die Zeichnungen ihrer Meinung nach nicht gut genug seien, um jemandem etwas zu bedeuten. Luke beschließt in der Mannschaft zu bleiben und geht zu seinem zweiten Spiel, bei dem er Peyton sagt, dass ihre Zeichnungen ihn dazu bewegt hätten. |           |                            |                                           |                      |                                       |                       |                                                                   |
| 3 | 3         | Gefährliche Nachhilfe      | Are You True?                             | 7. Okt. 2003         | 21. Okt. 2007                         | Michael Grossman      | Jennifer Cecil                                                    |
| Luke hat seine mentale Blockade überwunden und spielt wieder auf seinem gewohnten Level, so dass sein Team das Spiel gewinnt. Dadurch steigert sich seine Beliebtheit in der Schule um ein Vielfaches, wodurch auch Brooke Davis, Peytons beste Freundin, auf ihn aufmerksam wird. Nathan hat nun endgültig Grund dazu, sich von Lucas bedroht zu fühlen, und stachelt das Team an diesen stark zu schikanieren. Unterdessen findet Peyton heraus, dass Luke ihre Zeichnungen ohne ihr Wissen bei Thud Magazin, der lokalen Zeitschrift, zu der sie diese ursprünglich schicken wollte, abgegeben hat. Der Verleger bietet ihr an, sie einen Comic Strip für die Zeitschrift zeichnen zu lassen. Nathan hat Probleme in der Schule, weswegen er Haley James, Lukes beste Freundin, bittet, ihm Nachhilfe zu geben. Diese willigt ein, nachdem Nathan ihr versprochen hat, Luke in Zukunft in Ruhe zu lassen. |           |                            |                                           |                      |                                       |                       |                                                                   |
| 4 | 4         | Ein Schritt zu weit        | Crash Into You                            | 14. Okt. 2003        | 28. Okt. 2007                         | David Carson          | Mark B. Perry                                                     |
| Nach einem gewonnenen Spiel feiert das Team im Strandhaus von Nathans Eltern eine Party, zu der auch Luke und Haley eingeladen sind. Nachdem Nathan Luke zum wiederholten Male provoziert hat, verlässt dieser die Feier überstürzt und ohne Haley, weswegen diese schließlich von Nathan heimgefahren wird, der sich zu diesem Zweck Peytons Auto ausleiht. Auf dem Rückweg zur Party kommt er von der Straße ab und fährt in ein parkendes Auto, wodurch beide Autos stark beschädigt werden. Da der unverletzte Nathan den Unfallort verlässt, ohne jemanden zu benachrichtigen, bringt Luke, der zufällig den Unfall beobachtet hat, Peytons Auto in Keiths Werkstatt und hinterlässt eine Notiz an dem parkenden Auto. Keith ist sauer auf ihn, da er Nathan einfach die Fahrerflucht durchgehen hat lassen, erlaubt Luke aber die beiden Wagen in seiner Werkstatt zu reparieren. Als Peyton von dem Unfall erfährt, hat sie endgültig genug von Nathan und macht mit ihm Schluss. |           |                            |                                           |                      |                                       |                       |                                                                   |
| 5 | 5         | Vater gegen Sohn           | All That You Can’t Leave Behind           | 21. Okt. 2003        | 4. Nov. 2007                          | Duane Clark           | Jennifer Cecil & Mark Schwahn Idee: Jennifer Cecil & Ann Hamilton |
| An der Tree Hill Highschool steht ein Väter-gegen-Söhne-Benefizbasketballspiel bevor. Luke will zunächst nicht teilnehmen, fragt aber schließlich seinen Onkel Keith, der seit Lukes Geburt für ihn und seine Mutter da war, ob er als Vaterersatz mit ihm an dem Spiel teilnehmen will. Peyton fällt an der Schule durch extrem schlechte Laune auf und etwas später beobachtet Luke, wie sie bewusst mehrere rote Ampeln überfährt. Als er sie darauf anspricht, erfährt er, dass es der Todestag ihrer Mutter ist, die bei einem Autounfall gestorben ist, weil sie eine rote Ampel überfahren hat. Auch Luke hat schlechte Laune, da er herausgefunden hat, dass Haley Nathan Nachhilfe gibt, und er befürchtet, dass sie für diesen mehr als nur Freundschaft empfindet. Beim Vater-Sohn-Spiel schließlich verlieren die Väter natürlich haushoch, was sich Dan, der noch immer in Erinnerungen an seine Glanzzeiten schwelgt, etwas zu sehr zu Herzen nimmt, so dass er aggressiv spielt und Nathan sogar foult. |           |                            |                                           |                      |                                       |                       |                                                                   |
| 6 | 6         | Geschichten einer Nacht    | Every Night Is Another Story              | 28. Okt. 2003        | 11. Nov. 2007                         | Jason Moore           | Mike Kelley                                                       |
| Bei ihrem ersten Auswärtsspiel geraten Nathan und Lucas in einen Streit, weswegen der Schiedsrichter sie vom Platz nimmt. Da das dem Team beinahe den Sieg gekostet hat, wirft Withey sie beide auf der Heimfahrt aus dem Bus, um ihnen eine Lektion zu erteilen. Da ihre Handys im Bus liegen, müssen sie gezwungenermaßen zu Fuß nach Hause gehen, werden jedoch kurze Zeit später von Spielern des Teams, welches sie gerade besiegt haben, „gekidnappt“. Zusammen gelingt es den beiden aber, schnell zu entkommen, wodurch sich so etwas wie gegenseitiger Respekt zwischen den verfeindeten Brüdern entwickelt. Da Haley nach dem Spiel den letzten Bus verpasst hat, nehmen sie Peyton und Brooke in Peytons Wagen mit. Auf der langen Fahrt kommen Haley und Peyton überraschend gut miteinander aus und schließen Freundschaft. Schließlich begegnen die drei Luke und Nathan, die immer noch zu Fuß unterwegs sind, und die fünf fahren schließlich gemeinsam nach Hause. |           |                            |                                           |                      |                                       |                       |                                                                   |
| 7 | 7         | Leben im Glashaus          | Life in a Glass House                     | 4. Nov. 2003         | 18. Nov. 2007                         | Robert Duncan McNeill | Mike Kelley                                                       |
| Dan veranstaltet in seinem Haus eine Feier, zu der das gesamte Team und dessen Unterstützer eingeladen sind. Brooke, die auf Luke steht, ist eifersüchtig, da Peyton und Luke schon längere Zeit miteinander flirten, und so versucht sie Peyton und Nathan wieder zusammenzubringen. Als dies scheitert, betrinkt sie sich frustriert und lässt Haley glauben, Nathan mache sich hinter ihrem Rücken über sie lustig, woraufhin Haley wütend die Party verlässt. Karen und Dans Frau Deb schließen auf der Party Freundschaft, was Dan nicht sehr gefällt. Unterdessen kommen sich Peyton und Lucas näher; die beiden nehmen sich ein Zimmer, aber als Peyton klar wird, dass Lucas mehr will als nur eine kurze Affäre, lässt sie ihn stehen. |           |                            |                                           |                      |                                       |                       |                                                                   |
| 8 | 8         | Die Suche nach mehr        | The Search for Something More             | 11. Nov. 2003        | 25. Nov. 2007                         | John T. Kretchmer     | Jennifer Cecil                                                    |
| Brooke hat ein schlechtes Gewissen, weil sie sich auf Dans Party so schlecht benommen hat, und versucht daher die Wogen zwischen Nathan und Haley zu glätten, indem sie für die beiden ein Date organisiert. Karen erhält die Möglichkeit, einen mehrwöchigen Kochkurs in Italien zu besuchen, und nach einigem Zögern entschließt sie sich schließlich dafür, die Möglichkeit wahrzunehmen, nachdem Keith eingewilligt hat, so lange auf Lucas aufzupassen. Brooke und Peyton gehen zusammen auf eine Collegeparty, wo ein Student Peyton K.-o.-Tropfen in ihren Drink kippt, aber Brooke kann sie retten, bevor ihr mehr passieren konnte. Da die beiden noch minderjährig sind und daher eigentlich keinen Alkohol trinken dürfen, ruft Brooke anstelle der Polizei Lucas an, der Peyton abholt und nach Hause bringt. Dort bleibt er mit Brooke über Nacht, um sicherzustellen, dass sich Peyton von den K.-o.-Tropfen gut erholt. Am nächsten Tag bringt Keith Karen zum Flughafen, wo sie ihm zum Abschied einen Kuss gibt. |           |                            |                                           |                      |                                       |                       |                                                                   |
| 9 | 9         | Unter Druck                | With Arms Outstretched                    | 18. Nov. 2003        | 2. Dez. 2007                          | Greg Prange           | Mark Schwahn                                                      |
| Lucas geht mit Brooke aus, betrinkt sich und lässt sich ein Tattoo stechen, weswegen Keith ihm Hausarrest erteilt. Nathan steht unter großem Druck, das nächste Basketballspiel zu gewinnen, und nimmt daher ein leistungsverstärkendes Mittel, was dazu führt, dass er beim Spiel kollabiert und ins Krankenhaus eingeliefert werden muss. Deb gibt Dan die Schuld daran, da er Nathan immer so stark unter Druck setzt, und wirft ihn aus dem Haus und auch Whitey fühlt sich schuldig und sagt daher bis auf weiteres das Training ab. Peyton wird klar, dass sie einen Fehler gemacht hat, als sie Lucas zurückgewiesen hat, und will ihn daher bitten ihr noch eine weitere Chance zu geben. Bei seinem Haus angekommen muss sie aber feststellen, dass er nun mit Brooke zusammen ist. |           |                            |                                           |                      |                                       |                       |                                                                   |
| 10 | 10        | Männerwochenende           | You Gotta Go There to Come Back           | 20. Jan. 2004        | 29. Aug. 2008                         | Keith Samples         | Mike Kelley                                                       |
| Da Luke und Brooke nun ein Paar sind und viel Zeit miteinander verbringen, vermeidet Peyton die beiden, da sie es nicht ertragen kann Luke mit Brooke zu sehen. Während Karen in Italien ist, vertritt Deb sie in ihrem Café. Da das Geschäft momentan nicht so gut läuft, hat Haley, die in Karen’s Café kellnert, die Idee, einen Karaokeabend zu veranstalten. Unterdessen versucht Dan seine Ehe zu retten und fährt daher mit Nathan übers Wochenende weg, da Deb ihm gesagt hat, er solle mehr Zeit mit seinem Sohn verbringen. Der Ausflug verläuft allerdings nicht so, wie er es sich vorgestellt hat. Beim Karaokeabend gibt es einige Überraschungen: Gavin DeGraw singt einige Lieder, da Peyton, die ihn zufällig auf der Straße getroffen hat, ihn dazu überredete, und Jake Jagielski, Teamkollege von Lucas und Nathan, bringt seine kleine Tochter Jenny mit, von der zuvor niemand gewusst hatte. Später beschließt das Basketballteam spontan im Park zu spielen, da Whitey das Training bis auf weiteres abgesagt hat, damit sie sich wieder darauf besinnen können, was ihnen an Basketball so sehr gefällt. |           |                            |                                           |                      |                                       |                       |                                                                   |
| 11 | 11        | Familientherapie           | The Living Years                          | 27. Jan. 2004        | 2. Sep. 2008                          | Thomas J. Wright      | Mark B. Perry                                                     |
| Whitey beschließt, wieder mit dem Training anzufangen, aber Nathan erscheint nicht mehr, da er sich nicht sicher ist, ob ihm Basketball überhaupt noch gefällt und ob es den Stress mit seinem Vater wert ist. Stattdessen schwänzt er mit seiner Freundin Haley immer wieder die Schule, bis Haleys Noten schließlich schlechter werden und ihm klar wird, dass er einen schlechten Einfluss auf sie hat. Brooke wird immer deutlicher, dass sie und Lucas nicht viele gemeinsame Interessen haben, sie hat daher Angst, er werde sie für Peyton verlassen, mit der Luke viel Zeit verbringt. Peyton freut sich, als ihr Vater, Larry Sawyer, der geschäftlich viel unterwegs ist, nach Hause kommt. Ihre Freude wird jedoch schnell getrübt, als sie erfährt, dass ihm ein Job in Neuseeland angeboten wurde, für den er mehrere Monate am Stück im Ausland sein müsste. Als Larry klar wird, wie sehr Peyton ihn vermisst, lehnt er das Angebot ab, um in Zukunft mehr Zeit mit seiner Tochter verbringen zu können. Nathan entscheidet sich schließlich dafür, Basketball aufzugeben. |           |                            |                                           |                      |                                       |                       |                                                                   |
| 12 | 12        | Crashkurs in Höflichkeit   | Crash Course in Polite Conversations      | 3. Feb. 2004         | 3. Sep. 2008                          | Sandy Smolan          | Jessica Queller                                                   |
| Dans Eltern sind anlässlich seines Geburtstages zu Besuch, nicht wissend, dass er und Deb seit einiger Weile getrennt leben, und so überredet er Deb und Nathan ihnen eine heile Welt vorzuspielen. Dies gelingt allerdings nicht sehr lange und so kommen in der hitzigen Atmosphäre beim Essen einige Familiengeheimnisse ans Licht: Dan hat damals seine Basketballkarriere freiwillig aufgegeben, als er sich dagegen entschied, eine Knieverletzung behandeln zu lassen. Er wusste, dass es ihm nicht gelingen würde an seine Erfolge in der Highschool anzuknüpfen und wollte seinen Vater, der ihn ebenso unter Druck setzte, wie er es nun mit Nathan tut, nicht enttäuschen. Als Nathan klar wird, dass sein Vater nicht der Spieler war, den er ihn glauben ließ, beschließt er wieder mit Basketball anzufangen, um zu beweisen, dass er besser ist, als es Dan jemals war. Unterdessen erfährt Peyton, dass ihr Vater nach einem Sturm auf hoher See vermisst wird. Als eine Leiche angespült wird, die seiner Beschreibung entspricht, muss Peyton die Leiche identifizieren. Luke begleitet sie auf der langen Fahrt. Als sich herausstellt, dass Peytons Vater noch am Leben ist, kommen Lukes und Peytons Gefühle zueinander wieder hoch und die beiden küssen sich.         |           |                            |                                           |                      |                                       |                       |                                                                   |
| 13 | 13        | Tragische Zusammenstöße    | Hanging by a Moment                       | 10. Feb. 2004        | 4. Sep. 2008                          | John Behring          | Mark Schwahn                                                      |
| Lucas will Brooke für Peyton verlassen, aber da diese ihre beste Freundin nicht verletzen will, überredet sie Luke – trotz ihrer Gefühle für ihn – dies lieber nicht zu tun. Als Haley erfährt, dass Luke und Peyton sich geküsst haben, hat sie mit Lucas einen großen Streit, da sie es nicht gutheißt, wie er Brooke behandelt. Dans und Debs Ehe erreicht einen neuen Tiefpunkt, als sie die Scheidung von ihm verlangt, da sie vermutet er betrüge sie. Später fährt Keith mit Lucas zum Flughafen, um Karen, die von ihrer Italienreise zurück ist, abzuholen. Er ist etwas nervös Karen wiederzusehen, da er seit ihrem Kuss am Flughafen seinen Traum, mit ihr zusammen zu sein, in greifbare Nähe gerückt sieht, und hat sich daher etwas Mut angetrunken. Als er an einer Kreuzung eine rote Ampel übersieht und die Kreuzung überqueren will, verursacht er einen schweren Autounfall. Keith selbst hat nur eine Gehirnerschütterung, aber Lucas ist lebensbedrohlich verletzt, und so bringt Dan, der den Unfall beobachtet hat, die beiden mit seinem Auto ins nächste Krankenhaus. Da Luke – ein Minderjähriger – nur mit der Einwilligung seiner Eltern operiert werden darf, erkennt Dan ihn als seinen Sohn an und gibt den Ärzten die Erlaubnis zu operieren.              |           |                            |                                           |                      |                                       |                       |                                                                   |
| 14 | 14        | Glaube versetzt Berge      | I Shall Believe                           | 17. Feb. 2004        | 5. Sep. 2008                          | Greg Prange           | Jennifer Cecil                                                    |
| Lucas ist nach seiner Operation außer Lebensgefahr, liegt jedoch aufgrund der Schwere seiner Verletzungen im Koma. Karen, die mit einem Taxi zum Krankenhaus gefahren ist, nachdem Keith ihr von dem Unfall berichtet hatte, ist furchtbar enttäuscht von diesem, als sie erfährt, dass er angetrunken gefahren ist; sie will nichts mehr mit ihm zu tun haben. Verzweifelt wartet sie im Krankenhaus an Lukes Seite darauf, dass er endlich aufwacht, und auch alle Freunde von Luke besuchen ihn immer wieder, um zu sehen, wie es ihm geht. Nur Haley kommt nicht, da sie mit Luke vor seinem Unfall einen heftigen Streit hatte und Angst hat, sie könne die Dinge, die sie ihm an den Kopf geworfen hat, vielleicht nie mehr zurücknehmen. Als sie erfährt, dass Nathan ursprünglich nur mit ihr ausgegangen ist, um Lucas auf die Palme zu bringen, kommt zu ihren Problemen auch noch ein Streit mit Nathan hinzu, aber als Lucas schließlich erwacht, sind beide Streitereien vergeben und vergessen, und sie besucht Luke im Krankenhaus, der sich freut sie zu sehen. Keith versucht unterdessen seinen Fehler wiedergutzumachen und übernimmt Lucas’ Krankenhausrechnung. |           |                            |                                           |                      |                                       |                       |                                                                   |
| 15 | 15        | Plötzlich ist alles anders | Suddenly Everything Has Changed           | 24. Feb. 2004        | 9. Sep. 2008                          | David Carson          | Mark B. Perry                                                     |
| Lucas wird aus dem Krankenhaus entlassen, ist aber von dem Unfall immer noch etwas angeschlagen. Dan und Deb streiten sich unterdessen darum, bei wem Nathan nach ihrer Scheidung leben soll, bis sich herausstellt, dass Nathan das selbst bestimmen darf. Daraufhin deutet Dan ihm gegenüber an, Deb habe einige Geheimnisse aus ihrer Vergangenheit, die sie lieber nicht im Zuge eines Sorgerechtsprozesses öffentlich gemacht sehen will, und so zieht Nathan bei Dan im Strandhaus ein, um seine Mutter zu beschützen. Lucas macht mit Brooke Schluss, woraufhin diese am Boden zerstört ist. Als sie jedoch erfährt, dass er sie für Peyton verlassen hat und die beiden bereits, während sie noch mit Luke zusammen war, hinter ihrem Rücken etwas miteinander gehabt haben, will sie nichts mehr mit den beiden zu tun haben. Nachdem er Lukes Krankenhausrechnung übernommen hat, gerät Keith, der immer noch damit hadert, Karens Vertrauen verloren zu haben, in finanzielle Schwierigkeiten und sieht sich schließlich gezwungen, seine Autowerkstatt zu verkaufen. |           |                            |                                           |                      |                                       |                       |                                                                   |
| 16 | 16        | Erklärungsversuche         | The First Cut Is the Deepest              | 2. März 2004         | 10. Sep. 2008                         | Robert Duncan McNeill | Mike Kelley                                                       |
| Dan bietet Keith an seine Werkstatt zu kaufen, ihn aber weiterhin dort arbeiten zu lassen, was Keith nach einigem Zögern schließlich akzeptiert. Brooke ist immer noch wütend auf Peyton und Lucas und ignoriert deren Versuche, sich zu entschuldigen. Peyton, die ein extrem schlechtes Gewissen hat, will ihre beste Freundin nicht noch mehr verletzen und will daher nicht mit Lucas zusammen sein. Dieser ist frustriert, da er nun sowohl Brooke als auch Peyton verloren hat und er wegen einer Schulterverletzung, die er sich bei seinem Unfall zugezogen hat, nicht Basketball spielen kann, und geht daher in eine Bar, um sich seinen Frust wegzutrinken. Dort trifft er auf Nicki, mit der er einen One-Night-Stand hat. Nathan hält es bei seinem Vater nicht aus und will deswegen zu seiner Mutter zurückziehen; als er jedoch erfährt, dass diese Dan vor einigen Jahren eine Zeit lang verlassen hat (ihm wurde gesagt, sie sei auf Geschäftsreise), fühlt er sich von ihr im Stich gelassen, da Dan in dieser Zeit noch schlimmer war als sonst. Da er nun weder bei seiner Mutter noch seinem Vater leben will, beschließt er, sich per Gerichtsbeschluss von seinen Eltern emanzipieren zu lassen und von nun an selbstständig zu leben.                               |           |                            |                                           |                      |                                       |                       |                                                                   |
| 17 | 17        | Nächtliches Treiben        | Spirit in the Night                       | 6. Apr. 2004         | 11. Sep. 2008                         | Duane Clark           | Terrence Coli                                                     |
| Die Ravens haben ein Auswärtsspiel und fahren schon am Vortag zum Austragungsort, um auf das Spiel gut vorbereitet zu sein. Whitey bittet Lucas, der wegen seiner Schulterverletzung noch nicht spielen kann, mit Nathan an dessen Fadeaway Jump Shot zu arbeiten. Brooke steckt nach ihrer Trennung von Lucas ihre ganze Energie in die Vorbereitungen für einen Cheerleading-Wettbewerb, der vor dem Spiel stattfinden wird. Als eine ihrer Cheerleader krank wird, sieht Brooke den Wettbewerb schon verloren, aber Peyton, die Brooke beweisen will, dass sie immer noch ihre beste Freundin ist, schafft es, einen Ersatz zu organisieren: Haley. Karen und Larry, die auf dem Trip als Aufpasser fungieren, nehmen ihren Job nicht sehr ernst, weswegen sich die Spieler und Cheerleader nachts noch rausschleichen, um zu feiern. Am nächsten Tag gewinnen die Ravens dennoch ihr Spiel, wobei Nathan den spielgewinnenden Korb mit dem frisch eingeübten Fadeaway trifft, und Brooke erhält den Preis für die beste Choreografie im Cheerleading-Wettbewerb. Unterdessen beschließt Keith seinen Job in der Autowerkstatt aufzugeben, da er mit Dan als Chef nicht klarkommt. |           |                            |                                           |                      |                                       |                       |                                                                   |
| 18 | 18        | Die guten alten Zeiten     | To Wish Impossible Things                 | 13. Apr. 2004        | 12. Sep. 2008                         | Billy Dickson         | Mark Schwahn                                                      |
| Für einen guten Zweck werden die „Tree Hill Ravens“ bei einer Auktion versteigert. Die Meistbietende darf mit dem Spieler, den sie ersteigert hat, den Rest des Abends, bis Mitternacht, verbringen. Haley bietet für Luke, da sie, seit sie mit Nathan in einer Beziehung ist, nicht mehr so viel Zeit für ihren besten Freund gehabt hat. Damit Nathan nicht mit irgendeinem fremden Mädchen ausgeht, bittet sie Peyton, ihn zu ersteigern. Peyton willigt ein, da es ihr nicht gelungen ist, Jake, für den sie ursprünglich zur Auktion gekommen ist, zu ersteigern. Dieser wurde nämlich von seiner Exfreundin Nicki – Jennys Mutter – ersteigert, da diese versucht sich dafür zu entschuldigen, dass sie ihn und Jenny verlassen hat. Jake kann ihr aber nicht verzeihen und weigert sich, sie wieder in sein und Jennys Leben zu lassen. Brooke gelingt es zunächst nicht, jemanden zu ersteigern, und bietet daher aus Verzweiflung ihr ganzes Geld für den schüchternen Marvin „Mouth“ McFadden, der eigentlich gar nicht zur Versteigerung vorgesehen war. Als Lucas Haley bei Nathans Appartement, in das dieser nach seiner Emanzipation eingezogen ist, abliefern will, sieht er, wie Nathan und Peyton sich einen Abschiedskuss geben, und denkt, Nathan würde Haley betrügen. |           |                            |                                           |                      |                                       |                       |                                                                   |
| 19 | 19        | Schwanger oder nicht?      | How Can You Be Sure?                      | 20. Apr. 2004        | 16. Sep. 2008                         | Thomas J. Wright      | Karyn Usher                                                       |
| Keith macht Karen überraschend einen Heiratsantrag, welchen sie aber ablehnt. Unterdessen gesteht Brooke Lucas, sie denke, sie sei schwanger. Als sie am nächsten Tag einen Arzt besucht, stellt sich zwar schnell heraus, dass es nur ein falscher Alarm war, aber da sie immer noch sauer auf Luke ist, lässt sie ihn weiter in dem Glauben, er werde Vater. Luke ist verzweifelt und versucht herauszufinden, was er nun tun sollte. Er sieht sich in dieselbe Situation versetzt wie Dan, als Lukes Mutter schwanger war, und so teilt er Brooke mit, dass er sie nicht im Stich lassen werde, wie Dan ihn und Karen damals. Daraufhin gesteht sie ihm, dass sie gar nicht schwanger sei und ihn angelogen habe. Nathan merkt, dass es für ihn mehr und mehr ein Problem ist, dass Haley, die noch Jungfrau ist, nicht mit ihm schlafen will, und fängt an, sie etwas unter Druck zu setzen. Nicki versucht weiter, zurück in Jakes und Jennys Leben zu gelangen, und wird zunehmend eifersüchtig auf Peyton, die Jenny oft babysittet und viel Zeit mit Jake verbringt. Dan und Deb versuchen beide Nathan davon zu überzeugen wieder nach Hause zu kommen, was dieser ablehnt, obwohl ihm die Miete für seine Wohnung zunehmend Probleme bereitet.                                     |           |                            |                                           |                      |                                       |                       |                                                                   |
| 20 | 20        | Party mit Folgen           | What Is and What Should Never Be          | 27. Apr. 2004        | 17. Sep. 2008                         | Perry Lang            | Edward Kitsis & Adam Horowitz                                     |
| Haley und Nathan veranstalten eine Party in Nathans Appartement, aber Nathan verspätet sich, da er bei seinem neuen Job in einem Fast-Food-Restaurant länger arbeiten muss. Als Brooke zusammen mit Nicki, die sie zuvor in einer Bar kennengelernt hat, uneingeladen auf der Party auftaucht, entsteht schnell ein Streit zwischen Nicki und Peyton, der handgreiflich wird. Nicki wird daraufhin aus Nathans Wohnung geworfen, erzählt Peyton vorher aber, dass sie mit Lucas geschlafen habe. Da Peyton somit auch von Luke betrogen worden ist, beschließt Brooke ihr zu vergeben, da Luke es nicht wert sei, zwischen die beiden besten Freundinnen zu kommen. Keith bewirbt sich um eine Stelle als Highschool-Lehrer in einer anderen Stadt und wird dort auch genommen, weswegen er in einigen Wochen aus Tree Hill wegziehen wird. Dan sieht ein, dass seine Beziehung mit Deb nie wieder so werden wird, wie sie einmal war, und beschließt, ihr die Scheidung zu gewähren. |           |                            |                                           |                      |                                       |                       |                                                                   |
| 21 | 21        | Abschiedsschmerz           | The Leaving Song                          | 4. Mai 2004          | 18. Sep. 2008                         | David Carson          | Jennifer Cecil & Mark B. Perry                                    |
| Den „Tree Hill Ravens“ steht das erste Spiel der Playoffs bevor, aber da Whitey sich einer Operation unterziehen muss, kann das Team nicht von ihm trainiert werden. Als Dan davon hört, nutzt er seine Beziehungen, um als Ersatztrainer einspringen zu können. Haley findet zufällig heraus, dass Nathan sich auf seinem PC oft Pornos ansieht, und ist nun sauer auf ihn, da sie sich dadurch von ihm unter Druck gesetzt fühlt, endlich mit ihm zu schlafen. Lucas erfährt, dass Dan nach seiner Geburt Karen um gemeinsames Sorgerecht für ihn gebeten hat, was diese ihm aber verweigerte. Da Luke in dem Glauben aufwuchs, Dan habe sich nie für ihn interessiert, hat er ihn immer gehasst. Nun weiß er nicht mehr, was er von Dan halten soll, und ist daher sauer auf seine Mutter. Nicki klagt vor Gericht für das Sorgerecht für Jenny, was Jake dazu veranlasst, mit Jenny die Stadt zu verlassen, um zu verhindern, dass ihm Jenny weggenommen wird. Lucas will nicht mehr an all seine Fehlentscheidungen bezüglich Brooke und Peyton erinnert werden und nicht mehr täglich Dan über den Weg laufen, und so beschließt er in einer anderen Stadt neu anzufangen: Er will mit Keith wegziehen, sobald dieser für seinen neuen Job Tree Hill verlässt.                         |           |                            |                                           |                      |                                       |                       |                                                                   |
| 22 | 22        | Die richtige Entscheidung  | The Games That Play Us                    | 11. Mai 2004         | 19. Sep. 2008                         | Greg Prange           | Mark Schwahn                                                      |
| Karen ist traurig, dass Lucas wegziehen will, erlaubt es ihm aber, da sie ihn bei Keith in guten Händen sieht. Im ersten Playoff-Spiel wird Luke an seiner Schulter, die er sich bei seinem Autounfall verletzt hat, grob angerempelt, weswegen er eigentlich ins Krankenhaus müsste, aber Dan bringt ihn dazu, dennoch weiterspielen. Kurz vor Spielende sind die Ravens zwei Punkte im Rückstand, als Nathan – gegen Dans Anweisungen –, anstatt auszugleichen, zu Luke passt, damit dieser mit einem Drei-Punkte-Wurf das Spiel gewinnt. Aufgrund seiner Schulterverletzung wirft er jedoch daneben, und die Ravens verlieren und scheiden aus dem Turnier aus. Nach dem Spiel will Dan Deb besuchen, muss in ihrem Haus aber feststellen, dass sie mit seinem Bruder Keith geschlafen hat. Keith versucht sich zu entschuldigen, aber Dan erklärt ihm, dass er ihn nie wieder sehen will. Am nächsten Tag, als er gerade die Scheidungspapiere unterzeichnen will, erleidet Dan einen Herzinfarkt, wird jedoch kurz darauf von Deb entdeckt, die sich bei ihm entschuldigen wollte. Als Luke sich vor seiner Abreise von Haley und Nathan verabschieden will, haben diese ihm eine überraschende Nachricht zu verkünden: Die beiden haben tags zuvor geheiratet.                         |           |                            |                                           |                      |                                       |                       |                                                                   |

## Staffel 2
Die Erstausstrahlung der zweiten Staffel war vom 21. September 2004 bis zum 24. Mai 2005 auf dem US-amerikanischen Sender The WB zu sehen. Die deutschsprachige Erstausstrahlung der ersten vier Folgen sendete der deutsche Free-TV-Sender ProSieben vom 23. September bis zum 26. September 2008. Danach wurde die Serie vom Schweizer Free-TV-Sender SRF zwei vom 27. Oktober bis zum 20. November 2008 erstausgestrahlt.
| Nr. (ges.) | Nr. (St.) | Deutscher Titel      | Originaltitel                           | Erstausstrahlung USA | Deutschsprachige Erstausstrahlung (D/CH) | Regie              | Drehbuch                       |
| --- | --------- | -------------------- | --------------------------------------- | -------------------- | ---------------------------------------- | ------------------ | ------------------------------ |
| 23 | 1         | Heimweh              | The Desperate Kingdom of Love           | 21. Sep. 2004        | 23. Sep. 2008                            | Greg Prange        | Mark Schwahn                   |
| Dan liegt nach seinem Herzinfarkt komatös im Krankenhaus. Nachdem Keith und Lucas – die erst kurz zuvor in ihrer neuen Wohnung angekommen sind – davon erfahren, beschließen sie, nach Tree Hill zurückzukehren, um ihrer Familie beizustehen. Unterdessen genießen Peyton und Brooke es, wieder beste Freundinnen zu sein. Da sie Luke nicht mehr zwischen sich kommen lassen wollen, verbrennen sie einen Abschiedsbrief, den er ihnen hinterlassen hat, ungelesen. Im Krankenhaus bemerkt Deb, dass Nathan und Haley Eheringe tragen, und erfährt somit von deren Hochzeit. Wütend über die impulsive Tat der beiden Minderjährigen verlässt sie das Krankenhaus. |           |                      |                                         |                      |                                          |                    |                                |
| 24 | 2         | Sinneswandel         | Truth Doesn’t Make a Noise              | 28. Sep. 2004        | 24. Sep. 2008                            | Billy Dickson      | Mark B. Perry                  |
| Dan ist aus seinem Koma erwacht und versucht nun redlich, ein besserer Mensch zu sein, als er es vor seinem Herzinfarkt war. Er will sein Verhältnis zu seinen beiden Söhnen verbessern, und vergibt Keith und Deb, das sie miteinander geschlafen haben. Keith erlaubt er zudem, seine Autohandlung zu leiten, während er sich im Krankenhaus erholt. Luke, Peyton und Brooke organisieren unterdessen eine Party, um Nathans und Haleys Hochzeit zu feiern. Deb ist nach wie vor unglücklich über die Heirat, und verursacht auf der Party eine kleine Szene, als sie Haleys Eltern – die mit ihrer Einwilligung die Hochzeit erst ermöglicht haben – beschimpft. |           |                      |                                         |                      |                                          |                    |                                |
| 25 | 3         | Stripperinnen        | Near Wild Heaven                        | 5. Okt. 2004         | 25. Sep. 2008                            | Greg Prange        | Chad Fiveash & James Stoteraux |
| Da Nathan vor seiner Hochzeit keinen Junggesellenabschied hatte, beschließt sein Kumpel Tim diesen nachzuholen. Der Abend verläuft allerdings nicht ganz wie geplant. Unterdessen veranstaltet Brooke einen Junggesellinnenabschied für Haley, hat aber am Ende der Feier Probleme für diese zu bezahlen, da ihre Kreditkarte nicht gedeckt ist. Dan hat sich so weit von seinem Herzinfarkt erholt, dass er das Krankenhaus verlassen kann. Er überzeugt Deb, ihn wieder bei sich einziehen zu lassen, und erstmal auf die Scheidung zu verzichten. Dan will mehr Kontakt zu Lucas haben und bittet diesen daher, ihm bei seiner Reha zu unterstützen. Nach einigem Zögern willigt er schließlich ein. |           |                      |                                         |                      |                                          |                    |                                |
| 26 | 4         | Der neue Nachbar     | You Can’t Always Get What You Want      | 12. Okt. 2004        | 26. Sep. 2008                            | Joanna Kerns       | Jennifer Cecil                 |
| Booke hat einen neuen Nachbarn: Den etwas arroganten Felix, der auch in der Schule schnell auf sich aufmerksam macht. Nathan und Haley haben einen Streit, da Nathan Geld, das die beiden für ein Auto gespart haben, für ein Keyboard ausgegeben hat, um Haley eine Freude zu machen. Obwohl sie sich über das Instrument freut, findet sie sein Verhalten verantwortungslos, da die beiden nicht sehr viel Geld haben. Keith – für den Nathan inzwischen in Dans Autohandlung arbeitet – findet eine Lösung für das Dilemma der beiden: Er bietet Nathan an, zusammen mit ihm ein altes Auto zu restaurieren, welches er dann Nathan und Haley überlässt, sodass die beiden das Keyboard behalten können. Auch Brooke hat zunehmend Geldsorgen, da ihre Familie durch ein paar Fehlinvestitionen praktisch pleite ist. Karen erfüllt sich einen lange gehegten Traum und beginnt, ihren Universitätsabschluss nachzuholen. Als Peyton ihr gegenüber die Idee äußert, in Tree Hill einen Club, in den auch Minderjährige gehen können, zu eröffnen ist sie sofort Feuer und Flamme dafür. |           |                      |                                         |                      |                                          |                    |                                |
| 27 | 5         | Wer wagt, gewinnt    | I Will Dare                             | 19. Okt. 2004        | 27. Okt. 2008                            | Thomas J. Wright   | Mark Schwahn                   |
| Felix organisiert ein Spiel, bei dem die Teilnehmer einige Herausforderungen und Mutproben bestehen müssen, und lädt dazu einige seiner Mitschüler ein. Er arrangiert es so, dass er mit Brooke in einem Team ist, um Zeit mit ihr verbringen zu können. Im Zuge des Abends lernt Luke – scheinbar zufällig – die schöne Anna kennen, die, wie sich später herausstellt, Felix’ Schwester ist. Unterdessen geht Karen mit ihrem Dozenten Andy Hargrove aus, und Keith verguckt sich in seine Kundin Jules, die bei ihm ein Auto kaufen will. |           |                      |                                         |                      |                                          |                    |                                |
| 28 | 6         | Der Meteorschauer    | We Might As Well Be Strangers           | 26. Okt. 2004        | 28. Okt. 2008                            | Sanford Bookstaver | Terrence Coli                  |
| Peyton – die von Karen gebeten wurde ihren neuen Klub zu managen – sucht für dessen Eröffnungsnacht noch Musiker. Fündig wird sie schließlich in Haley und dem, sehr von sich selbst überzeugten, Chris Keller. Nathan bekommt die Chance den Sommer in einem renommierten Basketball-Camp zu verbringen, lehnt das Angebot aber ab, da er nicht so lange von Haley getrennt sein möchte. Keith und Jules haben ein erstes Date und sehen sich einen Meteorschauer an. Unterdessen verbringt Lucas den Abend mit Anna, sehr zum Unmut ihres Bruders Felix. Dieser wiederum beginnt mit Brooke eine Freundschaft mit Vorzügen. Dan, der sich nach seinem Herzinfarkt wieder gut erholt hat, lügt Deb vor, sein Gesundheitszustand wäre noch kritisch, damit er weiterhin mit ihr leben darf. |           |                      |                                         |                      |                                          |                    |                                |
| 29 | 7         | Die Cluberöffnung    | Let the Reigns Go Loose                 | 2. Nov. 2004         | 29. Okt. 2008                            | David Paymer       | R. Lee Fleming, Jr.            |
| Karens Klub – das TRIC – hat seine Eröffnungsnacht. Haley, die dort als Sängerin auftreten soll, hat starkes Lampenfieber und will schon einen Rückzieher machen, als Chris Keller, der andere Musiker des Abends, Starallüren vorgibt und sich weigert aufzutreten. Um ein Desaster für Karen und Peyton zu verhindern tritt Haley doch auf – und kommt beim Publikum sehr gut an. Felix beginnt einen Streit mit Lucas, da er nicht möchte, dass dieser mit seiner Schwester Anna ausgeht, und wird aus dem Klub geworfen. Brooke ist zunehmend frustriert, dass ihre Familie nicht mehr wohlhabend ist, und betrinkt sich. Ihr Mitschüler Mouth bringt sie sicher nach Hause, lässt aber zu, dass Felix es so aussehen lässt, als ob er es gewesen wäre. Am Ende des Abends macht Chris Keller Haley das Angebot, gemeinsam einige Lieder aufzunehmen, da er von ihrem Auftritt sehr angetan war. |           |                      |                                         |                      |                                          |                    |                                |
| 30 | 8         | Die Pyjama-Party     | Truth, Bitter Truth                     | 9. Nov. 2004         | 30. Okt. 2008                            | Billy Dickson      | Stacy Rukeyser                 |
| Lucas und Nathan fahren nach Charlotte, um sich ein Spiel der Charlotte Bobcats anzusehen. Nach dem Spiel überrascht Nathan Luke mit dem Geständnis, dass er für sie beide für den folgenden Tag einen Termin bei einem Charlestoner Kardiologen gemacht hat. Da Dans Herzinfarkt auf eine Hypertrophe Kardiomyopathie zurückzuführen ist – einer genetisch bedingten Herzschwäche – ist die Wahrscheinlichkeit, dass Nathan und Luke diese Herzschwäche ebenfalls haben relativ groß. Nathans Testergebnisse fallen negativ aus, er hat keine Herzschwäche, aber Luke weigert sich, sich untersuchen zu lassen, da ein positives Ergebnis das Ende seiner Basketballkarriere bedeuten würde. Unterdessen haben Brooke, Haley, Peyton und Anna eine Pyjama-Party in Haleys Wohnung. Zuvor nimmt Haley aber zusammen mit Chris Keller einige Lieder auf, ohne Nathan davon zu erzählen. Karen ist sauer auf Andy, da er ihr auf eine Arbeit, die sie für seine Vorlesung verfasst hat, eine Eins gegeben hat, ohne sie zu lesen. Keith gibt Jules einen Schlüssel zu seiner Wohnung. |           |                      |                                         |                      |                                          |                    |                                |
| 31 | 9         | Der Schulball        | The Trick Is to Keep Breathing          | 16. Nov. 2004        | 31. Okt. 2008                            | John Asher         | James Stoteraux & Chad Fiveash |
| An der Tree Hill Highschool findet ein Schulball statt. Nathan hat dazu einen romantischen Abend geplant, wird aber von Haley enttäuscht, die sich verspätet. Sie hat zuvor zusammen mit Chris Keller für einen bevorstehenden Auftritt im TRIC geprobt. Mouth gesteht Brooke, dass er es war, der sie nach der Eröffnungsnacht vom TRIC nach Hause gebracht hat, und nicht Felix. Ihre Reaktion ist aber nicht die, die er sich erhofft hatte. Peyton vermisst Jake, der sich schon länger nicht mehr bei ihr gemeldet hat. Nach einem desaströsen Abend auf dem Ball erwägt sie, Kokain zu nehmen, dass sie von dem Musikagenten Rick bekommen hat, mit dem sie bei ihrer Arbeit für das TRIC zu tun hat. Nathan erfährt, dass Haley heimlich Zeit mit Chris verbracht hat, während er in Charlotte war. Aus Eifersucht und Wut erzählt er ihr, dass er für sie das Angebot des Basketball-Camps ausgeschlagen hat. Dan gesteht Deb, dass er sie über seinen Gesundheitszustand angelogen habe, um mehr Zeit mit ihr verbringen zu können. Sie verzeiht ihm seine Lügen. |           |                      |                                         |                      |                                          |                    |                                |
| 32 | 10        | Gefühlschaos         | Don’t Take Me for Granted               | 30. Nov. 2004        | 3. Nov. 2008                             | Lev L. Spiro       | Mark Schwahn                   |
| Nach einem großen Streit verspricht Haley Nathan, keine Zeit mehr mit Chris Keller zu verbringen. Später teilt dieser ihr aber mit, dass er die Chance bekommen hat, bei einem Musikagenten in New York vorzuspielen und will sie überreden, mit ihm zu kommen. Dan bietet Keith eine Stelle als sein Stellvertreter in seiner Autohandlung an. Keith willigt ein, und verzichtet somit endgültig auf seine Stelle als Lehrer – unter anderem um nicht von Jules wegziehen zu müssen. Peyton hat mit Gerüchten zu kämpfen, nachdem jemand „Lesbe“ auf ihre Spindtür geschrieben hat. Von Anna erfährt sie, dass deren Familie nach Tree Hill gezogen ist, da Anna an ihrer alten Schule unter ähnlichen Gerüchten gelitten hatte. Peyton will sich aus Frust erneut Drogen kaufen, wird aber von Jake gestoppt, der überraschend zurück nach Tree Hill gekommen ist. Nathan erzählt Karen, dass Luke sich geweigert habe, sein Herz untersuchen zu lassen. Sie ist stinksauer und verbietet ihm, Basketball zu spielen. Haley beschließt, mit Chris Keller nach New York zu gehen. |           |                      |                                         |                      |                                          |                    |                                |
| 33 | 11        | Hör auf dein Herz    | The Heart Brings You Back               | 25. Jan. 2005        | 4. Nov. 2008                             | Matt Shakman       | Mark B. Perry                  |
| Haley entscheidet sich, doch nicht mit Chris Keller nach New York zu fahren und kehrt zu Nathan zurück. Zuhause angekommen, stellt sie fest, dass ihre Schwester Taylor überraschend zu Besuch gekommen ist. Nathan fühlt sich in Taylors Umgebung zunächst etwas nervös, weil sie die erste Frau war, mit der er geschlafen hat. Peyton verbringt Zeit mit Jake, der für ein paar Tage in Tree Hill ist, um für sie da zu sein. Luke findet heraus, dass Jules von Dan angeheuert wurde, um Keiths Herz zu brechen. Dieser nutzt ihre finanzielle Not aus, um Rache an Keith zu nehmen, dafür, dass er mit Deb geschlafen hat. Da Jules beteuert, inzwischen wirklich in Keith verliebt zu sein, erzählt Luke seinem Onkel nichts davon. Brooke ist nun offiziell in einer Beziehung mit Felix, sehr zu Lukes Unmut, der inzwischen wieder Gefühle für Brooke entdeckt hat. Karen hat den Verdacht, Andy betrüge sie, dieser erweist sich jedoch als falsch. Jake beschließt, dass er sich nicht mehr länger vor Nicki verstecken will. Gemeinsam mit Peyton macht er sich auf den Weg, Jenny nach Tree Hill zu holen, um dort wieder permanent zu wohnen. Anna vertraut Luke an, dass sie bisexuell ist, aber noch nicht bereit für ein Coming-out.                                                      |           |                      |                                         |                      |                                          |                    |                                |
| 34 | 12        | Verdrängte Wahrheit  | Between Order and Randomness            | 1. Feb. 2005         | 5. Nov. 2008                             | Bethany Rooney     | Terrence Coli                  |
| Keith schafft es, Luke zu überzeugen den Herz-Test zu machen zu lassen. Brooke nimmt einen Ferienjob an, ist aber mit den schlechten Arbeitsbedingungen unzufrieden. Luke konfrontiert Dan damit, dass er wisse, dass Dan Jules angeheuert habe. Dan erklärt ihm seine Motive und versichert ihm, dass er Jules inzwischen aus dem Vertrag entlassen habe. In Wahrheit verlangt er weiterhin von Jules, dass sie deren Abmachung einhält, obwohl sie das inzwischen nicht mehr möchte. Nathan gesteht Haley, dass er vor Jahren mit ihrer Schwester geschlafen habe. Auch Haley hat ein schlechtes Gewissen, weil Chris Keller sie vor seiner Abfahrt geküsst hat. Brooke schafft es, bessere Arbeitsbedingungen herauszuhandeln und beschließt nach diesem Erfolg, sich zur Wahl zum Schulsprecher aufstellen zu lassen. Auf ihren Kontakt mit Chris Keller angesprochen erklärt Haley Taylor, dass sie nicht romantisch an ihm interessiert, sondern neidisch auf seine Musikkarriere sei. Keith macht Jules einen Heiratsantrag, den sie auch annimmt. |           |                      |                                         |                      |                                          |                    |                                |
| 35 | 13        | Hier stirbt der Held | The Hero Dies in This One               | 8. Feb. 2005         | 6. Nov. 2008                             | Kevin Dowling      | Jennifer Cecil                 |
| Brooke beginnt den Wahlkampf für das Amt des Schulsprechers und trifft auf ihre Konkurrentin für das Amt – die bisherige Schulsprecherin Erica Marsh. Jake Jagielski kehrt nach Tree Hill zurück, sehr zur Freude all seiner Freunde. Luke erhält das Resultat seiner Herz-Untersuchung: Es stellt sich heraus, dass er tatsächlich eine Hypertrophe Kardiomyopathie hat. Seinen Freunden und seiner Mutter gegenüber gibt er jedoch vor, gesund zu sein. Dan bietet Luke an, dass er Keith und Jules in Ruhe lässt, wenn Luke als Gegenleistung bei ihm einzieht. Nachdem Dan eingewilligt hat, auch die Medikamente für sein Herz zu bezahlen, nimmt Luke das Angebot an. Als Karen erfährt, dass ihr Sohn sie verlassen will, ist sie am Boden zerstört. Im TRIC tritt das Duo The Wreckers auf. Zu aller Überraschung stellt sich heraus, dass Chris Keller der Opening Act der Band ist. Da er den Sängerinnen des Duos Lieder von Haley vorgespielt hat, machen sie ihr das Angebot, zusammen mit Chris Keller als Vorband von The Wreckers mit ihnen auf Tour gehen zu können. Nathan ist davon überhaupt nicht begeistert und sagt ihr, wenn sie mit Chris auf Tour gehe, brauche sie nicht zurückzukommen. Haley entscheidet sich schließlich, dennoch zu gehen.                                  |           |                      |                                         |                      |                                          |                    |                                |
| 36 | 14        | Der große Wahlkampf  | The Quiet Things That No One Ever Knows | 15. Feb. 2005        | 7. Nov. 2008                             | Babu Subramaniam   | R. Lee Fleming, Jr.            |
| Nathan ist mies gelaunt und traurig, weil Haley ihn verlassen hat und fällt durch sein schlechtes Verhalten auf. Karen ist wütend auf Luke, weil dieser nun bei Dan lebt. Da sie überzeugt ist, Dan erpresse Luke mit irgendwas, beschließt Andy gegen Dan vorzugehen. Luke lebt sich unterdessen in Dans Haus ein und kommt mit diesem überraschend gut klar. Brooke hat Probleme im Wahlkampf, da ihre Konkurrentin Erica Marsh ihr den Termin für eine wichtige Wahlveranstaltung vorenthält, aber durch Mouths Unterstützung geht trotzdem alles gut und Brooke wird zur neuen Schulsprecherin gewählt. Peyton kümmert sich unterdessen zusammen mit Jake um dessen Tochter Jenny, die leicht kränkelt. Peyton ist frustriert, weil sie denkt Jake sei nicht romantisch an ihr interessiert, aber ihre Zweifel stellen sich schließlich als unbegründet heraus. |           |                      |                                         |                      |                                          |                    |                                |
| 37 | 15        | Die Zeitkapsel       | Unopened Letter to the World            | 22. Feb. 2005        | 10. Nov. 2008                            | Greg Prange        | Mark Schwahn                   |
| Die Schüler an der Tree Hill High nehmen Videobotschaften auf, die in einer Zeitkapsel 50 Jahre verschlossen werden sollen. Darin erzählen sie von ihrem Alltag und Dingen, die sie momentan beschäftigen. So redet Peyton beispielsweise von ihrem bevorstehenden ersten offiziellen Date mit Jake, und dass sie deswegen nervös ist. Nathan kommt immer noch nicht damit klar, von Haley verlassen worden zu sein und ertränkt seinen Kummer in Alkohol. Luke versucht hartnäckig, ihm helfen, mit seiner gegenwärtigen Situation klarzukommen, was nach einigen Fehlversuchen schließlich auch einigermaßen gelingt. Außerdem erzählt Luke Nathan, wieso er bei Dan eingezogen ist. Keith hat unterdessen für Jules und sich ein Haus gekauft, weswegen Jules große Gewissensbisse hat. Sie will ihm gestehen, dass sie ursprünglich von Dan angeheuert wurde, entscheidet sich aber dann doch dagegen. Anna outet sich in ihrer Videobotschaft als bisexuell, bereut dies aber kurz darauf wieder. Sie überredet Mouth, mit ihr nachts in die Schule einzubrechen, um die Botschaft durch eine neue zu ersetzen. Letztendlich outet sie sich aber auch in der neuen Botschaft, nachdem sie sich Mouth zuvor offenbart hat.                                                                             |           |                      |                                         |                      |                                          |                    |                                |
| 38 | 16        | Die Hochzeit         | Somewhere a Clock Is Ticking            | 1. März 2005         | 11. Nov. 2008                            | Billy Dickson      | Stacy Rukeyser                 |
| Karen und Andi wollen Luke zurückgewinnen, und heuern daher einen Privatdetektiv an, der herausfinden soll, ob Dan Leichen im Keller hat. Von diesem erfahren die beiden, dass Dan Jules’ Miete bezahlt, und dass ihr Name tatsächlich Emily Chambers ist. Da schon in Kürze die Hochzeit von Jules und Keith ist, ist sich Karen nicht sicher, was sie machen soll. Haley lässt unterdessen aus Imagegründen in einem Interview den Eindruck entstehen, sie und Chris wären ein Paar. Nathan ist daraufhin völlig durch den Wind und erscheint betrunken auf der Hochzeit von Jules und Keith, wo er eine Szene macht. Karen konfrontiert Jules kurz vor der Trauung mit ihrem Wissen über sie und droht, Keith zu sagen, dass sie angeheuert wurde, um ihm das Herz zu brechen. Sie entscheidet sich aber letztendlich doch dagegen, nachdem Jules ihr versichert, ihre Gefühle für Keith wären echt. Letztendlich kann sich Jules aber nicht dazu bringen, Keith unter den gegebenen Umständen zu heiraten und lässt ihn vor dem Traualtar stehen. Nathan will einen Schlussstrich unter seine Ehe ziehen, und verbrennt alles, was ihn an Haley erinnert. Auf den Rat seiner Mutter hin beschließt er aber, Haley doch noch nicht aufgeben und will sie auf ihrer Tour besuchen.                       |           |                      |                                         |                      |                                          |                    |                                |
| 39 | 17        | Die harte Wahrheit   | Something I Can Never Have              | 19. Apr. 2005        | 12. Nov. 2008                            | Paul Johansson     | Mike Herro & David Strauss     |
| Keith erfährt, dass Jules von Dan angeheuert wurde, um ihm das Herz zu brechen, woraufhin er diesen attackiert und Rache androht. Anschließend verlässt er Tree Hill, da ihn nun nichts mehr in der Stadt hält. Auch Brooke droht der Wegzug aus Tree Hill, da ihr Vater eine neue Arbeit in einer anderen Stadt gefunden hat. Verzweifelt versucht sie ihre Eltern zu überreden, sie bei Peyton wohnen zu lassen. Da diese aber meist ohne elterliche Aufsicht wohnt, erlauben Brookes Eltern dies nicht. Schließlich darf sie aber bis zum Ende des Schuljahres in Lukes altem Zimmer bei Karen wohnen. Luke wohnt unterdessen weiterhin bei Dan, da er einen Weg finden will, sich für Keith zu rächen. Unterdessen findet Anna heraus, dass es Felix war, der vor einiger Zeit an Peytons Spindtür „Lesbe“ geschrieben hat. Als ihre Eltern davon erfahren, schicken sie Felix auf eine Militärschule. Nathan besucht Haley und will versuchen, ihre Ehe zu retten. Haley sagt ihm aber, dass sie der Meinung sei, so jung zu heiraten wäre vielleicht keine gute Idee gewesen. Peyton und Jake sind schockiert, als Nicki überraschend wieder in Tree Hill auftaucht und verkündet, aufgrund von Jakes Abwesenheit vor Gericht nun das alleinige Sorgerecht für Jenny zugesprochen bekommen zu haben. |           |                      |                                         |                      |                                          |                    |                                |
| 40 | 18        | Coming-out           | The Lonesome Road                       | 26. Apr. 2005        | 13. Nov. 2008                            | Michael Lange      | John A. Norris                 |
| Jake erfährt, dass er ins Gefängnis muss, sollte er Jenny nicht Nicki überlassen. Coach Whitey will Jake daher überzeugen, Jenny aufzugeben, aber nachdem Jake ihm erklärt hat, dass Nicki als Mutter absolut ungeeignet ist, erklärt er sich bereit Jenny zu Verwandten nach Florida zu bringen. Jake stellt sich unterdessen der Polizei und wird verhaftet. Luke findet Hinweise, dass Dan Steuern hinterzieht, und ermittelt zusammen mit Andy. Brooke muss sich unterdessen daran gewöhnen, dass sie bei Karen Hausarbeiten machen muss und auch mal Hausarrest erteilt bekommt. Anna gesteht ihren Eltern, dass sie sich auch von Frauen angezogen fühle. Anschließend beschließt sie, an ihre alte Schule zurückzukehren, von der sie aufgrund entsprechender Gerüchte abgegangen ist. |           |                      |                                         |                      |                                          |                    |                                |
| 41 | 19        | Das Rennen           | I’m Wide Awake, It’s Morning            | 3. Mai 2005          | 14. Nov. 2008                            | Thomas J. Wright   | Mark Schwahn                   |
| Nathans Onkel Cooper, ein professioneller Rennfahrer, möchte Nathan aufmuntern. Er lädt ihn und Luke ein, ihn ein paar Tage an der Rennstrecke zu besuchen. Unterdessen verliert Andy seine Dozenten-Stelle, da Dan bekannt gemacht hat, dass Andy in einer Beziehung mit Karen ist, eine seiner Studenten. Deb ist unglücklich in ihrer Beziehung zu Dan und hat Kummer, weil Nathan sich weigert nach Hause zu kommen. Sie ertränkt ihre Sorgen mit Schmerzmitteln und übermäßigen Alkoholkonsum. Peyton vermisst Jake, der nicht will, dass sie ihn im Gefängnis besucht. Brooke versucht sie aufzumuntern. Bei einem Rennen mit Luke und seinem Onkel lässt Nathan all seinen Frust über Haley freien Lauf. Er fährt viel zu schnell und verliert schließlich die Kontrolle über seinen Rennwagen. |           |                      |                                         |                      |                                          |                    |                                |
| 42 | 20        | Was wäre wenn        | Lifetime Piling Up                      | 10. Mai 2005         | 17. Nov. 2008                            | Les Butler         | Mark B. Perry                  |
| Nach seinem Unfall liegt Nathan im Koma. Er träumt, wie sein Leben verlaufen wäre, wenn Dan sich damals für Karen entschieden hätte, und nicht für Deb. In dem Traum ist Lucas der erfolgreiche Star des Tree-Hill-High-Basketballteams, während Nathan an der Schule ein Niemand ist. Sowohl Nathan als auch Lucas konkurrieren um einen Platz in einem renommierten Basketball-Sommer-Camp. Nachdem Nathan im Traum Lucas in einem Spiel Mann gegen Mann besiegt hat, und damit den Platz im Sommer-Camp ergattern konnte, erwacht er schließlich im Krankenhaus. Durch den Traum ist ihm klargeworden, dass er und Haley ihre Träume verwirklichen müssen, damit sie später nichts bereuen. Er ruft Haley an und bittet sie, nicht wegen seines Unfalls ihre Tour zu unterbrechen. Deb lässt sich in eine Entzugsklinik einweisen, da sie wegen ihres Medikamenten- und Alkoholmissbrauchs nicht in der Lage war, ihrem Sohn Blut zu spenden. |           |                      |                                         |                      |                                          |                    |                                |
| 43 | 21        | Filmnacht für Nathan | What Could Have Been                    | 17. Mai 2005         | 18. Nov. 2008                            | Bethany Rooney     | Jennifer Cecil                 |
| Nathan wird aus dem Krankenhaus entlassen, hat aber nun Probleme, die Rechnung zu bezahlen. Um ihm unter die Arme zu greifen, organisieren seine Freunde eine Filmnacht im TRIC, deren Erlös ihm zugutekommt. Überrascht stellt Nathan allerdings fest, dass seine Krankenhausrechnung bereits bezahlt wurde. Wie er später herausfindet, von Dan. Der will Nathan überzeugen, wieder bei ihm einzuziehen. Seiner Mutter zuliebe willigt Nathan schließlich ein. Luke zieht daraufhin wieder zu Karen zurück. Haley will zu Nathan zurückkehren und für ihn da sein. Dann bekommt sie jedoch Besuch von Dan, der ihr mitteilt, dass Nathan die Ehe der beiden für ungültig erklären wolle. Luke findet heraus, dass Dan einen Teil seines Einkommens vor dem Fiskus versteckt hält. Zusammen mit Andy entdeckt er, dass Dan das Geld für Lukes Studiengebühren zurückgelegt hat. Brooke entdeckt, dass sie wieder Gefühle für Luke entwickelt hat, aber da sie fälschlicherweise denkt, Luke erwidere diese Gefühle nicht, weil er noch an Peyton hänge, verfolgt sie diese nicht weiter. Karen vermisst Keith. Es gelingt ihr, ihn per E-Mail zu kontaktieren. |           |                      |                                         |                      |                                          |                    |                                |
| 44 | 22        | Liebe und Verlust    | The Tide That Left and Never Came Back  | 24. Mai 2005         | 19. Nov. 2008                            | Thomas J. Wright   | Mark Schwahn                   |
| Lucas und Brooke fahren nach New York, um Haley zu besuchen. Luke will sie überreden, wieder nach Hause zurückzukehren. Andy muss aus familiären Gründen in seine Heimat Neuseeland zurückkehren, in dem Wissen, dass er nicht ohne weiteres in die USA zurückkehren kann, da Dan Beziehungen hat spielen lassen. Er und Karen machen daher Schluss. Jake wird aus dem Gefängnis entlassen und erhält das Sorgerecht für Jenny, da festgestellt wurde, dass Nicki unter Eid vor Gericht gelogen hat. Nicki spürt daraufhin Jenny in Florida auf und verschleppt sie. Jake verlässt Tree Hill und Peyton, auf der Suche nach seiner Tochter. Nathan erholt sich nach seinem Unfall gut von seinen Verletzungen. Er kommt auch langsam über Haley hinweg und überlegt, ob er doch noch in das Basketball-Camp gehen soll. Peyton holt anlässlich des Endes des Schuljahres Jimmy Eat World für ein Konzert ins TRIC. |           |                      |                                         |                      |                                          |                    |                                |
| 45 | 23        | Abschiedsblues       | The Leavers Dance                       | 24. Mai 2005         | 20. Nov. 2008                            | Greg Prange        | Mark Schwahn                   |
| Peyton wird von einer Frau namens Ellie Harp kontaktiert, die angeblich ein Interview mit ihr machen will, über die Konzerte mit namhaften Künstlern die sie schon organisiert hat. Peyton findet jedoch schnell heraus, dass das eine Lüge war. Damit konfrontiert gesteht Ellie ihr, sie sei ihre leibliche Mutter. Luke konfrontiert Dan mit seinen Beweisen für Dans Steuerhinterziehungen. Dieser hat jedoch alles nur fingiert, um Lukes Loyalität zu testen. Da Luke den Test nicht bestanden hat, wird er nun auch nicht mehr für dessen Herzmedikamente bezahlen. Nach ihrem Entzug will Deb Dan verlassen, aber sie schafft es nicht von ihm wegzukommen. Da das Schuljahr vorbei ist, muss Brooke von Tree Hill weg zu ihren Eltern ziehen. Beim Abschied gesteht Luke ihr seine Gefühle. Sie ist sich nicht sicher, wie sie darauf reagieren soll, da sie schon einmal von ihm betrogen wurde. Nathan fühlt sich hintergangen, als er von Lukes Besuch bei Haley hört, er und Luke haben einen Streit. Auf Dans Leben wird ein Anschlag verübt. Er wird von einem Unbekannten in seinem Autohaus betäubt, welches daraufhin in Brand gesteckt wird. |           |                      |                                         |                      |                                          |                    |                                |

## Staffel 3
Die Erstausstrahlung der dritten Staffel war vom 5. Oktober 2005 bis zum 3. Mai 2006 auf dem US-amerikanischen Sender The WB zu sehen. Die deutschsprachige Erstausstrahlung sendete der Schweizer Free-TV-Sender SRF zwei vom 21. November bis zum 24. Dezember 2008.
| Nr. (ges.) | Nr. (St.) | Deutscher Titel                  | Originaltitel                                                                            | Erstausstrahlung USA | Deutschsprachige Erstausstrahlung (CH) | Regie            | Drehbuch                       |
| --- | --------- | -------------------------------- | ---------------------------------------------------------------------------------------- | -------------------- | -------------------------------------- | ---------------- | ------------------------------ |
| 46 | 1         | Brandwunden                      | Like You Like an Arsonist                                                                | 5. Okt. 2005         | 21. Nov. 2008                          | Greg Prange      | Mark Schwahn                   |
| Dan hat das Feuer mit schweren Verbrennungen überlebt, da ihn ein Unbekannter aus dem Autohaus gerettet hat. Er ist davon besessen, herauszufinden, wer ihn töten wollte und will Rache. Bereits vor dem Brand in Dans Autohaus ist Haley nach Tree Hill zurückgekehrt. Sie will wieder mit Nathan zusammen sein, aber dieser kann ihr nicht mehr vertrauen und verbringt wie geplant den Sommer im Basketball-Camp. Peyton erfährt von ihrem Vater, dass sie adoptiert, und Ellie tatsächlich ihre leibliche Mutter ist. Peyton ist daraufhin ziemlich durch den Wind, da sie nicht weiß, wie sie nun zu ihrem Adoptiv-Vater und ihrer verstorbenen Adoptiv-Mutter steht. Brooke kehrt nach den Sommerferien wieder nach Tree Hill zurück und zieht zusammen mit Haley in das Apartment, dass sich Haley zuvor mit Nathan geteilt hat. Sie macht Lucas das Angebot, eine offene Beziehung zu führen, welches er annimmt. Da sie schon einmal von ihm verletzt wurde will sie sich nicht mehr vollkommen auf ihn einlassen. Nachdem sich Dan von seinen Verbrennungen erholt hat, bittet ihn Deb endgültig um eine Scheidung, welcher er auch zustimmt. |           |                                  |                                                                                          |                      |                                        |                  |                                |
| 47 | 2         | Die Sommerabschluss-Party        | From the Edge of the Deep Green Sea                                                      | 12. Okt. 2005        | 24. Nov. 2008                          | Kevin Dowling    | Mark Schwahn                   |
| Nathan ist vom Basketball-Sommercamp zurückgekehrt. Er vermeidet Haley, die wieder mit ihm zusammen sein will und versucht ihre Ehe zu retten. Als die beiden schließlich reden teilt Nathan ihr mit, dass er Zeit brauche, bis er ihr verzeihen kann. Peyton ist sauer, als sie erfährt, dass Ellie bereits vor Jahren Kontakt zu ihr aufnehmen wollte, ihr Vater das aber verhindert hatte. Zu der Wut auf ihren Vater kommt dann auch noch Wut auf Ellie dazu, als sie mitbekommt, dass diese Drogen gekauft hat. Brooke organisiert eine Strandparty, um das kommende Schuljahr einzuleiten. Auf dieser Party macht sie mit einigen Rettungsschwimmern rum, sehr zu Lukes missfallen. Der stört sich zunehmend daran, dass er und Brooke eine offene Beziehung haben. Dan erinnert sich, Luke im Feuer gesehen zu haben. Er glaubt nun, dass es Luke war, der versucht hat, ihn umzubringen. |           |                                  |                                                                                          |                      |                                        |                  |                                |
| 48 | 3         | Exklusive Neuigkeiten            | First Day on a Brand New Planet                                                          | 19. Okt. 2005        | 25. Nov. 2008                          | Billy Dickson    | Terrence Coli                  |
| Haley hat nach ihrer langen Abwesenheit Schwierigkeiten, sich wieder in den Schulalltag einzufinden. Peyton erfährt, dass Ellie an Krebs leidet. Bei den Drogen, die sie gekauft hatte, handelte es sich um Marihuana, das sie aus medizinischen Gründen konsumiert. Um ihren Gefühlen bezüglich Ellie Luft zu machen, startet Peyton einen Podcast, in dem sie über ihr Leben redet. Auch Mouth startet einen Podcast, in dem er von den Spielen der Ravens berichtet. Bei einem Interview mit Whitey erfährt er, dass Whitey beschlossen hat, nach dieser Saison in den Ruhestand zu gehen. Brooke ist knapp bei Kasse und nimmt daher einen Job bei der Modekette Suburban Filth an. Dan konfrontiert Lucas mit seinem Verdacht, er habe versucht ihn umzubringen. Als Dan handgreiflich wird gibt Luke schließlich zu, dass er Dan aus dem brennenden Autohaus getragen, und ihm damit das Leben gerettet hat. Eine Tat, die Luke aufgrund Dans Boshaftigkeit bereue. |           |                                  |                                                                                          |                      |                                        |                  |                                |
| 49 | 4         | Der Maskenball                   | An Attempt to Tip the Scales                                                             | 26. Okt. 2005        | 26. Nov. 2008                          | Janice Cooke     | Stacy Rukeyser                 |
| Dan beschließt, für das Amt des Bürgermeisters zu kandidieren und sorgt durch Erpressung kurzerhand dafür, dass der amtierende Bürgermeister nicht zur Wiederwahl antreten wird. Er überredet Deb, die Scheidung bis dahin zu verschieben um für den Wahlkampf den Schein einer glücklichen Familie machen zu können. Haley beobachtet, wie Luke Geld aus der Kasse in Karen's Cafe klaut. Als sie ihn danach fragt gesteht er ihr, dass er doch an HCM leidet und das Geld braucht, um die Medikamente bezahlen zu können. Im TRIC wird eine Halloween-Party veranstaltet, auf der Fall Out Boy spielt. Brooke nimmt an dem Kostüm das sie gekauft hat einige Änderungen vor. Luke will Brooke eifersüchtig machen und sie davon überzeugen, nicht mehr auf einer offenen Beziehung zu bestehen, indem er den Abend mit der attraktiven neuen Mitschülerin Rachel Gatina verbringt. Nathan erfährt, dass Haley in letzter Zeit Schwierigkeiten hat, neue Lieder zu komponieren und kontaktiert kurzerhand Chris Keller, damit er ihr dabei hilft. Peyton beschließt, Ellie besser kennenlernen zu wollen. |           |                                  |                                                                                          |                      |                                        |                  |                                |
| 50 | 5         | Wahnsinn um Mitternacht          | A Multitude of Casualties                                                                | 2. Nov. 2005         | 27. Nov. 2008                          | Thomas J. Wright | R. Lee Fleming, Jr.            |
| Brooke weist Luke an, auch mit anderen Frauen auszugehen. Als er jedoch mit der neuen Schülerin Rachel Gatina ausgeht, wird sie furchtbar eifersüchtig. Sie fühlt sich durch Rachel bedroht, die als neues Mitglied des Cheerleading-Teams durch großes Talent auffällt und Brooke ihren Platz als Kapitänin streitig zu machen droht. Brooke überredet schließlich Haley, ebenfalls Cheerleaderin zu werden, damit sie Rachel feuern kann. Dieser Plan geht jedoch nicht auf. Karen gefällt nicht, dass Dan konkurrenzlos für das Amt des Bürgermeisters kandidiert, und lässt sich daher ebenfalls zur Wahl aufstellen. Peyton verbringt Zeit mit Ellie, aber nach einem Streit verlässt diese die Stadt. Haley lässt Chris Keller abblitzen, als dieser wieder mit ihr Musik machen will. Nachdem jedoch Nathan von ihr verlangt hat, dass sie mit Chris Keller zusammenarbeitet, willigt sie widerwillig doch ein. Nathan will nicht, dass Haley ihre Leidenschaft für die Musik seinetwegen aufgibt. Bei der Zeremonie zur Eröffnung der Basketball-Saison prügeln sich Nathan und Lucas, weil sich die beiden über Nathans Verhalten gegenüber Haley in die Haare bekommen haben. Darauf ernennt Whitey Lucas zu Nathans Co-Kapitän, um die beiden Brüder dazu zu bringen, zusammenzuarbeiten. |           |                                  |                                                                                          |                      |                                        |                  |                                |
| 51 | 6         | Die Traumfreund-Wahl             | Locked Hearts and Hand Grenades                                                          | 9. Nov. 2005         | 28. Nov. 2008                          | Marita Grabiak   | James Stoteraux & Chad Fiveash |
| Whitey bestraft das Basketball-Team für ihr Verhalten bei der Eröffnungs-Zeremonie der Basketball-Saison, indem er sie im Training extra hart rannimmt. Lucas bemerkt, dass er Schwierigkeiten hat, mit seinen Teamkollegen mitzuhalten. Er findet heraus, dass das an den Herzmedikamenten liegt, die er einnehmen muss. Diese drosseln seine sportlichen Leistungen, damit er sich und sein Herz nicht überanstrengt. Haley drängt ihn, Whitey und seiner Mutter von seinen Herzproblemen zu erzählen, aber er will nicht, aus Angst er dürfe dann nicht mehr Basketball spielen. Karen hat Schwierigkeiten in ihrem Wahlkampf, da sie nicht über dieselben Geldmittel wie Dan verfügt. Aufgrund von Streitereien über Jungs, zwischen einigen Cheerleadern, hat Brooke die Idee einer „Traumfreund-Wahl“, angelehnt an das Spiel Fantasy Football. Dabei darf sich jede Cheerleaderin einen Jungen auswählen, der dann für die anderen Cheerleader tabu ist. Dummerweise gelingt es Rachel, ihr Luke vor der Nase wegzuschnappen. |           |                                  |                                                                                          |                      |                                        |                  |                                |
| 52 | 7         | Falsche Dates                    | Champagne for My Real Friends, Real Pain for My Sham Friends                             | 16. Nov. 2005        | 1. Dez. 2008                           | Paul Johansson   | Mark Schwahn                   |
| Alle Cheerleader haben Verabredungen mit den Jungs, die sie in der „Traumfreund-Wahl“ ausgewählt haben. Rachel verbringt Zeit mit Lucas im Park, Peyton und Mouth besuchen Mouths an Alzheimer erkrankten Großvater und die Cheerleaderin Bevin sieht sich zusammen mit Lukes Kumpel Skills den Film Wie ein einziger Tag an. Haley und Nathan gehen zusammen mit Brooke und Chris Keller auf ein Doppel-Date. Haley versucht dabei, Nathan mit Erinnerungen an bessere Zeiten zurückzugewinnen, der blickt aber lieber in die Zukunft. Als die vier an dem Kleidungs-Geschäft vorbeigehen, in dem Brooke arbeitet, stellt diese fest, dass dort seit neuestem Kleidung verkauft wird, die auf Entwürfen von ihr basieren. Überglücklich nimmt sie Chris Keller mit zu sich nach Hause, um zu feiern. Die beiden betrinken sich, und landen schließlich im Bett, wo sie von Luke erwischt werden. Karen und Deb demolieren unterdessen eines von Dans Plakatwand-großen Wahlplakaten. |           |                                  |                                                                                          |                      |                                        |                  |                                |
| 53 | 8         | Doppelte Herzschwäche            | The Worst Day Since Yesterday                                                            | 30. Nov. 2005        | 2. Dez. 2008                           | John Asher       | Mike Herro & David Strauss     |
| Brooke bereut ihre Nacht mit Chris Keller und hat Angst, Luke gegenüberzutreten. Zu allem Überfluss erfährt sie auch, dass sie für ihre Kleidungsentwürfe nicht bezahlt werden wird, da sie nur als Verkäuferin angestellt ist. Um gegen diese Praxis ein Zeichen zu setzen, stiehlt sie zusammen mit Peyton alle Kleidungsstücke, die auf ihren Entwürfen basieren. Luke hat unterdessen ebenfalls Kummer wegen Brookes Nacht mit Chris Keller. Beim ersten Spiel der Saison kommt so zusätzlich zu seiner beschränkten Leistung wegen seiner Herzmedikamente auch noch Unkonzentriertheit wegen Brooke hinzu. Als Resultat verlieren die Ravens das Spiel. Um das in Zukunft zu verhindern, fasst Luke den Entschluss, seine Medikamente abzusetzen. Karen gelingt es, in den Umfragen zur Bürgermeisterwahl an Stimmen zu gewinnen, da Dan als unsympathisch empfunden wird. |           |                                  |                                                                                          |                      |                                        |                  |                                |
| 54 | 9         | Pokerspiel                       | How a Resurrection Really Feels                                                          | 7. Dez. 2005         | 3. Dez. 2008                           | Greg Prange      | Mark Schwahn                   |
| Brooke muss die Kleidung, die sie und Peyton gestohlen haben, wieder zurückgeben und verliert ihre Anstellung. Daraufhin startet sie ihre eigene Modelinie „Clothes Over Bro's“, und beginnt, von ihr entworfene Kleidung über das Internet zu vertreiben. Unterdessen gelingt es Dan, die Bürgermeisterwahl knapp für sich zu entscheiden. Luke konfrontiert Deb mit dem Wissen, dass sie es war, die versucht hat Dan umzubringen. Deb verlässt daraufhin die Stadt. Peyton hat Gewissensbisse, weil sie Ellie vertrieben hat. Sie beschließt schließlich, wieder mit ihr Kontakt aufzunehmen. Chris Keller gesteht Nathan, dass er das Geld für die Aufnahmen von Haleys neuem Lied bei einem Pokerspiel verloren hat. Die beiden wollen das Geld zurückgewinnen, was jedoch letztlich scheitert. Um das Geld aufzutreiben verkauft Chris Keller schließlich seine Gitarre, an der ihm viel gelegen ist. Anschließend verlässt er Tree Hill. Nathan akzeptiert die Geste als Wiedergutmachung und kann die Vergangenheit endlich hinter sich bringen und seine Beziehung mit Haley kitten. Auch Luke und Brooke können ihre Probleme hinter sich bringen, da Luke einsieht, dass Brooke ihn immer wieder von sich gestoßen hat, weil sie Angst davor hat, erneut von ihm verletzt zu werden. |           |                                  |                                                                                          |                      |                                        |                  |                                |
| 55 | 10        | Schöne neue Welt                 | Brave New World                                                                          | 11. Jan. 2006        | 9. Dez. 2008                           | John Asher       | John A. Norris                 |
| Brookes Website ist erfolgreicher als sie erwartet hatte, und so hat sie Schwierigkeiten, genug Kleider zu schneidern, um alle Bestellungen erfüllen zu können. Sie lässt sich von ihren Freunden helfen, ist aber enttäuscht, weil Lucas keine Zeit für sie hat. Der begleitet Peyton, die Ellie besuchen will. Als Vorwand, um mit ihr Zeit verbringen zu können, bittet sie Ellie, ihr dabei zu helfen ein Benefiz-Album zu produzieren, dessen Erlös in die Krebsforschung fließen soll. Nach einigem Hin und Her willigt diese schließlich ein. Sie zieht vorübergehend bei Peyton ein, um mit ihr an dem Album arbeiten zu können, verschweigt ihr jedoch, dass ihr Krebs bereits stark fortgeschritten ist, und sie nicht mehr lange zu leben hat. Nathan besucht unterdessen seine Mutter in einem Motel außerhalb Tree Hills, wo sie ihm gesteht, dass sie es war, die Dans Autohaus angezündet hat. Sie erklärt ihm, dass sie für eine Weile von Tree Hill weg bleiben muss. |           |                                  |                                                                                          |                      |                                        |                  |                                |
| 56 | 11        | Keiths Rückkehr                  | Return of the Future                                                                     | 18. Jan. 2006        | 8. Dez. 2008                           | Bethany Rooney   | Terrence Coli                  |
| Die Ravens verlieren auch das zweite Spiel der Saison, da sie Aufgrund von Spannungen im Team nicht richtig zusammenarbeiten. Um den Teamgeist zu fördern lässt Whitey sie bis auf weiteres in einer alten, heruntergekommenen Sporthalle spielen, die sie zunächst gemeinsam wieder herrichten müssen. Peyton und Ellie gelingt es, viele bekannte Bands für ihr Benefiz-Album zu gewinnen, darunter Nada Surf, Jimmy Eat World und Fall Out Boy. Auch Haley willigt ein, ihr neuestes Lied auf dem Album erscheinen zu lassen. Brooke bekommt die Möglichkeit, ihre Entwürfe bei einer Modenschau in New York präsentieren zu können. Überraschenderweise hat Rachel die Entwürfe für Brooke eingereicht, ohne dass diese etwas davon gewusst hat. Keith ist wieder nach Tree Hill zurückgekehrt. Er hatte Jules bzw. Emily aufgespürt, aber ihm ist klar geworden, dass sie nicht die Richtige für ihn ist. Stattdessen gesteht er Karen seine Gefühle für sie, die diese auch erwidert. Kurz darauf wird Keith allerdings von der Polizei verhaftet, da Dan davon überzeugt ist, dass es Keith war, der versucht hat, ihn umzubringen. |           |                                  |                                                                                          |                      |                                        |                  |                                |
| 57 | 12        | Die große College-Frage          | I’ve Got Dreams to Remember                                                              | 25. Jan. 2006        | 10. Dez. 2008                          | Stuart Gillard   | Mike Herro & David Strauss     |
| Keith wird aus Mangel an Beweisen wieder freigelassen, sehr zum Unmut von Dan, der nach wie vor von Keiths Schuld überzeugt ist. Brooke stellt fest, dass die Modenschau in New York am selben Wochenende wie der jährliche Cheerleading-Wettbewerb ist. Rachel hatte sie extra zur Modenschau angemeldet, damit sie an Brookes Stelle die Cheerleader im Wettbewerb anführen kann. Brooke will Rachel das aber nicht durchgehen lassen und nimmt sich vor, an beidem teilzunehmen. Die Schüler der Abschlussklasse beginnen sich damit auseinanderzusetzen, auf welche Universitäten sie nach der Highschool gehen wollen. Nathan und Haley stellen fest, dass ihre jeweiligen Traum-Unis an verschiedenen Ecken des Landes sind. Peyton spielt mit dem Gedanken, überhaupt nicht zur Uni zu gehen, aber Ellie ermuntert sie dazu, diese Entscheidung nochmal zu überdenken. Den Ravens gelingt es, ihr drittes Spiel zu gewinnen, da Luke ohne seine Medikamente wieder in Form ist, und Nathan klar geworden ist, dass das Team als ganzes wichtiger ist, als er als Individuum. Keith und Karen haben ihr erstes Date. |           |                                  |                                                                                          |                      |                                        |                  |                                |
| 58 | 13        | Abschied                         | The Wind That Blew My Heart Away                                                         | 1. Feb. 2006         | 10. Dez. 2008                          | David Jackson    | Stacy Rukeyser                 |
| Über Tree Hill zieht ein großes Unwetter, dass einen Stromausfall verursacht. Nathan und Haley nutzen die Zeit, um über ihre gemeinsame Zukunft zu reden. Sie beschließen, sich an denselben Unis zu bewerben und auf jeden Fall auf dieselbe Uni zu gehen. Brooke offenbart Luke ihre Unsicherheit im Bezug darauf wie nahe sich er und Peyton stehen, und dass sie Angst hat, wieder von ihm betrogen zu werden. Rachel verbringt Zeit mit Mouth, mit dem sie sich in letzter Zeit angefreundet hat. Dan nutzt den Stromausfall, um in Keiths Wohnung einzubrechen, während dieser bei Karen übernachtet. Er sucht nach Beweisen dafür, dass Keith versucht hat ihn umzubringen. Ellie merkt, dass sie wegen ihres Krebses nicht mehr lange zu leben hat und verlässt nach dem Sturm, während dessen sie noch ein letztes Mal Zeit mit ihrer Tochter genießen konnte, Tree Hill. Einige Tage später will Peyton sie besuchen, um ihr die inzwischen fertiggestellten Exemplare ihres Benefiz-Albums „Friends with Benefit“ zu zeigen. Erschüttert muss sie feststellen, dass Ellie inzwischen verstorben ist. |           |                                  |                                                                                          |                      |                                        |                  |                                |
| 59 | 14        | Brookes großer Auftritt          | All Tomorrow’s Parties                                                                   | 8. Feb. 2006         | 11. Dez. 2008                          | David Paymer     | Anna Lotto                     |
| Die Ravens haben ein Auswärtsspiel, vor dem auch der jährliche Cheerleading-Wettbewerb stattfindet. Brookes Plan, sowohl an der Modenschau als auch beim Cheerleading-Wettbewerb teilzunehmen geht nicht auf, da die Präsentation ihrer Entwürfe verschoben wurde. Sie hat zunächst vor, bei der Modenschau zu bleiben, ändert aber dann ihre Meinung, als sie etwas Zeit im Umfeld der Modewelt verbracht hat. Sie ist noch nicht bereit, ihre Jugend für die harte Modewelt aufzugeben und entscheidet sich lieber dafür, mit ihren Freunden beim Cheerleading-Wettbewerb Spaß zu haben. Die Ravens und die anderen Cheerleader sind bereits einen Tag früher am Ort des Spiels angekommen. Da die Cheerleaderin Bevin ihr Zimmer mit ihrem Freund Skills teilen will, reorganisiert sie die Raumbelegung. Peyton betrinkt sich unterdessen mit Rachel, immer noch in Trauer um Ellie. Rachel sorgt dafür, dass Peyton nichts von dem Zimmertausch mitbekommt, wodurch diese volltrunken mit Lucas in einem Zimmer landet. Karen macht Keith spontan einen Heiratsantrag. |           |                                  |                                                                                          |                      |                                        |                  |                                |
| 60 | 15        | Zündstoff                        | Just Watch the Fireworks                                                                 | 15. Feb. 2006        | 12. Dez. 2008                          | Billy Dickson    | James Stoteraux & Chad Fiveash |
| An der Tree Hill Highschool gibt es Aufregung, als die Zeitkapsel von einem Unbekannten verfrüht geöffnet, und die darin enthaltenen Videobotschaften im Internet veröffentlicht werden. In einer Videobotschaft redet sich der unscheinbare Jimmy Edwards seinen Frust von der Seele und spricht schlecht über seine Mitschüler. Luke und Mouth, die früher mit Jimmy befreundet waren und die sehen, dass er unter der Videoveröffentlichung zu leiden hat, versuchen wieder Kontakt zu ihm aufzunehmen. Sie laden ihm zu einem Benefiz-Konzert ein, dass Peyton organisiert und auf dem neben Haley auch Fall Out Boy und Jimmy Eat World spielen. Der Erlös des Konzerts geht wie ihr Album Friends with Benefit in den Kampf gegen Brustkrebs. Auf dem Konzert wird Jimmy jedoch von einigen Mitschülern verprügelt. Unterdessen konfrontiert Dan Keith mit einem Kassenbuch, dass er in Keiths Besitz gefunden hat. Dieses Buch listet Verkäufe auf, die Dan unter der Hand durchgeführt hat, und war während des Brands im Autohaus von dort gestohlen worden. Dan fühlt sich weiter in seinem Glauben bekräftigt, Keith wäre der Schuldige, was dieser auch nicht bestreitet, um Deb zu schützen. Da das Buch Dans Steuerhinterziehungen offenlegen würde, sieht sich Dan gezwungen, es zu vernichten. |           |                                  |                                                                                          |                      |                                        |                  |                                |
| 61 | 16        | Jimmy Edwards                    | With Tired Eyes, Tired Minds, Tired Souls, We Slept                                      | 1. März 2006         | 15. Dez. 2008                          | Greg Prange      | Mark Schwahn                   |
| Jimmy Edwards bringt eine Pistole mit an die Schule und feuert einen Schuss ab. Die Schule wird evakuiert, aber es gelingt ihm mehrere seiner Mitschüler als Geisel zu nehmen, darunter Haley, Nathan, Mouth, Skills und Rachel. Die Diabetikerin Abby Brown lässt er gehen, da sie an Unterzucker leidet. Der abgefeuerte Schuss hat Peyton getroffen, die sich daraufhin in der Schulbibliothek versteckt, wo Luke sie findet und ihr beisteht. Durch diese Extremsituation kommen bei den beiden alte Gefühle wieder hoch und sie küssen sich. Jimmy erklärt seinen Geiseln unterdessen seine Beweggründe. Dass er unter Bullying und Sozialer Isolation leiden musste und mit Depressionen zu kämpfen hat. Die Geiseln versuchen wiederum, mit ihm zu reden und ihn davon zu überzeugen aufzugeben, jedoch vergeblich. Luke sieht sich schließlich gezwungen, Peyton wegen ihres Blutverlustes aus der Schule zu tragen. Jimmy hört die beiden und lässt seine Geiseln zurück, um sie aufzuhalten. Gleichzeitig begibt sich Keith in die Schule, da er Jimmy kennt und ihn zur Aufgabe überreden will. Jimmy lässt Lucas und Peyton gehen, während Keith ein letztes Mal versucht zu ihm durchzudringen. Letztlich aber vergeblich; Jimmy nimmt sich das Leben. Dan betritt die Schule und findet Keith neben dem toten Jimmy Edwards vor. Er nutzt die Gelegenheit, sich an Keith für den vermeintlichen Mordversuch an ihm zu rächen, und dafür, dass Keith dabei ist mit Karen ein neues Leben anzufangen und die Familie zu haben, die hätte seine sein sollen. Dan erschießt Keith und lässt es so aussehen, als wäre es Jimmy gewesen. |           |                                  |                                                                                          |                      |                                        |                  |                                |
| 62 | 17        | Liebe besiegt Trauer             | Who Will Survive, and What Will Be Left of Them                                          | 29. März 2006        | 16. Dez. 2008                          | John Asher       | Mark Schwahn                   |
| In Tree Hill versucht jeder auf seine Weise, die schrecklichen Ereignisse in der Schule zu verarbeiten. Lucas hat eine furchtbare Wut auf Jimmy Edwards und Karen ist wegen Keiths Tod vollkommen am Boden zerstört. Dan wird von Schuldgefühlen geplagt und von Erinnerungen an seinen Bruder heimgesucht, verdrängt diese jedoch. Rachel gesteht Mouth, dass sie es war, die die Videobotschaften der Zeitkapsel veröffentlicht hat, und damit eine Teilschuld an Jimmys Taten hat, damit Mouth sich weniger schuldig fühlt. Haley und Nathan wollen wieder zusammenziehen, weswegen Brooke aus ihrer und Haleys Wohnung auszieht. Sie zieht wiederum bei Peyton ein, die sich gut von ihrer Schussverletzung erholt. Überraschend kommt Pete Wentz, den Peyton von diversen Veranstaltungen im Tric kennt, bei ihr vorbei, da er von dem Amoklauf gehört hat und sehen will, wie es ihr geht. Brooke macht es zu schaffen, dass Luke sich in seiner Trauer von ihr abkapselt. Sie spürt, dass die Verbindung zwischen ihm und Peyton wieder stärker geworden ist. Lucas beschließt, zusammen mit Mouth, Skills und anderen früheren Freunden von Jimmy Edwards dessen Beerdigung zu besuchen, da ihm klar geworden ist, dass Keith das so gewollt hätte. |           |                                  |                                                                                          |                      |                                        |                  |                                |
| 63 | 18        | Der Wochenendausflug             | When It Isn’t like It Should Be                                                          | 5. Apr. 2006         | 17. Dez. 2008                          | Paul Johansson   | R. Lee Fleming, Jr.            |
| Rachel lädt alle ihre Mitschüler die Keith nahestanden zu einem Wochenendausflug in das Ferienhaus ihrer Familie ein, damit diese auf andere Gedanken kommen können. Dort versucht sie die Wogen zu Mouth etwas zu glätten, der ihr Schuld an Jimmys und Keiths Tod gibt, da sie die Zeitkapsel veröffentlicht hat. Mouth sieht schließlich ein, dass Rachel unmöglich die Konsequenzen ihres Streichs vorhersehen hätte können und vergibt ihr. Peyton lädt Pete von Fall Out Boy ein, den sie in letzter Zeit öfters getroffen hat. Nathan klaut Haley ihren Ehering, da er ihr einen zweiten Heiratsantrag machen will. Er möchte eine richtige Hochzeit mit all ihren Freunden haben, da bei ihrer eigentlichen Hochzeit nur Haleys Eltern anwesend waren. Als Haley merkt, dass ihr Ring weg ist sucht sie panisch nach diesem, aber als Nathan ihr schließlich den Antrag macht nimmt sie ihn freudig an. Luke macht sich sorgen um seine Mutter, die noch immer in tiefer Trauer um Keith steckt. |           |                                  |                                                                                          |                      |                                        |                  |                                |
| 64 | 19        | Herzensangelegenheiten           | I Slept with Someone in Fall Out Boy and All I Got Was This Stupid Song Written About Me | 12. Apr. 2006        | 18. Dez. 2008                          | Moira Kelly      | William H. Brown               |
| Peyton will mehr Zeit mit Pete verbringen, was jedoch wegen seines Rockstar-Lebens schwierig ist. Ihr Vater ist zudem nicht gerade darüber erfreut, dass die beiden miteinander ausgehen. Er fragt sie, ob Pete wirklich der Mann ist, mit dem Peyton zusammen sein will. Peyton wird klar, dass dem nicht der Fall ist. Stattdessen spürt sie Jake auf und fliegt nach Savannah (Georgia), wo er inzwischen wohnt. Deb kehrt nach Tree Hill zurück um Karen in ihrer Trauer beizustehen. Nathan und Haley treffen Vorbereitungen für ihre bevorstehende Hochzeit. Cooper ist in der Stadt, um nach Keiths Tod für Nathan und auch Lucas da zu sein. Er trifft auf Rachel, die ihn glauben lässt, sie wäre bereits 26 Jahre alt. Die beiden beginnen eine Affäre. Luke merkt, wie egoistisch er war, ohne Rücksicht auf seine Herzkrankheit Basketball zu spielen und damit sein Leben aufs Spiel zu setzen. Er gesteht Whitey, Nathan und seiner Mutter, dass er HCM hat und beschließt, Basketball aufzugeben. |           |                                  |                                                                                          |                      |                                        |                  |                                |
| 65 | 20        | Liebe und Lügen                  | Everyday Is a Sunday Evening                                                             | 19. Apr. 2006        | 23. Dez. 2008                          | Billy Dickson    | Mark Schwahn                   |
| Peyton verbringt ein Wochenende mit Jake und Jenny. Jake erklärt ihr, dass gegenwärtig Nickis Eltern das Sorgerecht für Jenny haben, da das Drama zwischen ihm und Nicki nicht gut für Jenny sei. Peyton wird traurig darüber, dass sie nur kurze Zeit mit Jake zusammen sein kann und ihn bald wieder verlassen muss. Sie spielt mit dem Gedanken, permanent bei ihm in Savannah zu bleiben. Dan macht sein Mord an Keith zunehmend zu schaffen. Er versucht, wieder eine Beziehung zu Deb und Nathan aufzubauen, jedoch vergeblich. Nathan ist im Basketball besser den je, und so gewinnen die Ravens mehrere Spiele in Folge und qualifizieren sich auch für die Playoffs. Bei einem Spiel bemerkt Cooper Rachel unter den Cheerleadern, wodurch ihm klar wird, dass sie wesentlich jünger ist, als sie ihm glauben ließ. Er will mit ihr Schluss machen, kann sich aber letztlich ihren Reizen nicht entziehen. |           |                                  |                                                                                          |                      |                                        |                  |                                |
| 66 | 21        | Das Märchen von Haley und Nathan | Over the Hills and Far Away                                                              | 26. Apr. 2006        | 22. Dez. 2008                          | Thomas J. Wright | Mark Schwahn                   |
| Jake bekommt mit, dass Peyton im Schlaf „Ich liebe dich, Lucas“ murmelt. Ihm wird klar, dass Peyton nicht ihn, sondern Lucas will; Er macht mit ihr Schluss und Peyton kehrt nach Tree Hill zurück. Lucas überlegt, was er mit seinem Leben anfangen soll, jetzt da er nicht mehr Basketball spielen kann. Er beschließt, Literatur zu studieren und Schriftsteller zu werden. Haley sieht, dass sich Dan bemüht, ein besserer Mensch zu werden und lädt ihn zur Hochzeit ein. Cooper bereut, erneut mit Rachel geschlafen zu haben und geht ihr aus dem Weg. Rachel will das nicht hinnehmen und ist ziemlich mitgenommen von der Trennung. Brooke versucht sie aufzumuntern und lädt sie zur Probe von Haleys und Nathans Hochzeit ein, die sie organisiert hat. Auf der Probe stellen Nathans und Haleys Freunde Schlüsselszenen aus deren Beziehung nach. Peyton hat wegen ihrer Gefühle für Lucas ein schlechtes Gewissen, da dieser mit ihrer besten Freundin zusammen ist. Sie gesteht Brooke, wie sie fühlt, was diese natürlich nicht gut aufnimmt. |           |                                  |                                                                                          |                      |                                        |                  |                                |
| 67 | 22        | Hochzeit mit Folgen              | The Show Must Go On                                                                      | 3. Mai 2006          | 24. Dez. 2008                          | Mark Schwahn     | Mark Schwahn                   |
| Deb erfährt von Dan, dass dieser glaubt, es wäre Keith gewesen, der versucht hat ihn umzubringen. Da sie nicht will, dass Keiths Andenken so beschmutzt wird, gesteht sie Dan, dass es in Wahrheit sie war, die das Feuer gelegt hat. Dan ist erschüttert, wird ihm doch klar, dass er seinen Bruder grundlos ermordet hat. Brooke ist wütend auf Peyton wegen derer Gefühle für Lucas. Als diesem rausrutscht, dass Peyton ihn während des Amoklaufs geküsst hat, ist sie außer sich vor Wut. Sie hat einen furchtbaren Streit mit Lucas, weil dieser sie immer so schlecht behandelt. Mit Peyton will sie nichts mehr zu tun haben, und zieht daher bei ihr aus. Rachel wird auf der Hochzeit von Nathan und Haley erneut von Cooper zurückgewiesen, weswegen sie sich betrinkt und eine Szene macht. Sie klaut ein Auto um von der Hochzeit wegzufahren. Cooper kann gerade noch so in das Auto springen und sie schließlich überzeugen, ihn ans Steuer zu lassen, um zurückzufahren. Dann bricht jedoch ein Streit aus, und Rachel greift ihm ins Lenkrad. Das Auto fährt von einer Brücke in den darunterliegenden Fluss. Nathan und Haley, die auf dem Weg zum Flughafen waren, um in ihre Flitterwochen zu fliegen, werden Zeugen des Unfalls. Kurzentschlossen springt Nathan in das Wasser, um Cooper und Rachel zu retten. |           |                                  |                                                                                          |                      |                                        |                  |                                |

## Staffel 4
Die Erstausstrahlung der vierten Staffel war vom 27. September 2006 bis zum 23. Juni 2007 auf dem US-amerikanischen Sender The CW zu sehen. Die deutschsprachige Erstausstrahlung sendete der Schweizer Free-TV-Sender SRF zwei vom 24. Dezember 2008 bis zum 26. Januar 2009.
| Nr. (ges.) | Nr. (St.) | Deutscher Titel                   | Originaltitel                           | Erstausstrahlung USA | Deutschsprachige Erstausstrahlung (CH) | Regie            | Drehbuch                   |
| --- | --------- | --------------------------------- | --------------------------------------- | -------------------- | -------------------------------------- | ---------------- | -------------------------- |
| 68 | 1         | Das große Erwachen                | The Same Deep Water as You              | 27. Sep. 2006        | 24. Dez. 2008                          | Greg Prange      | Mark Schwahn               |
| Cooper, Rachel und auch Nathan, der bei der Rettungsaktion beinahe ertrunken wäre, werden ins Krankenhaus eingeliefert. Nathan und Rachel erholen sich rasch, aber Coopers Leben hängt am seidenen Faden. Rachel macht sich furchtbare Sorgen um ihn, und weicht praktisch nicht von seinem Krankenbett. Brooke kommt zu der Erkenntnis, dass sie und Lucas als Paar einfach nicht funktionieren und macht Schluss mit ihm. Da sie bei Peyton ausgezogen ist, und nun eine Bleibe braucht, lässt Rachel sie bei sich im Haus wohnen. Karen verkündet, dass sie schwanger ist. Der Vater ist der kürzlich verstorbene Keith. Dan wird von Erinnerungen an seinen Bruder heimgesucht. Er hat furchtbare Schuldgefühle, nachdem ihm klar wird, dass er sich in Keith getäuscht, und ihn grundlos ermordet hat. Er will Abbitte leisten, indem er die schwangere Karen unterstützt. Gleichzeitig macht er sich auch Sorgen, dass jemand herausgefunden hat, was er getan hat, da an seiner Wohnzimmerwand plötzlich in roter Farbe die Worte „Mörder“ geschrieben stehen. Peyton erfährt aus Ellies Hinterlassenschaften, dass sie einen Halbbruder, namens Derek hat. Lucas beginnt, ein Buch zu schreiben, in welchem er die Beziehungsdramen mit Peyton und Brooke und den Tod seines Onkels verarbeitet. |           |                                   |                                         |                      |                                        |                  |                            |
| 69 | 2         | Brookes Geburtstag                | Things I Forgot at Birth                | 4. Okt. 2006         | 25. Dez. 2008                          | Greg Prange      | Mark Schwahn               |
| Es ist Brookes 18. Geburtstag und sie fühlt sich einsam, weil sie diesen nicht wie üblich mit ihrer besten Freundin verbringen kann. Peyton verbringt stattdessen wieder mehr und mehr Zeit mit Lucas. Cooper erwacht aus seinem Koma und verlässt kurz darauf Tree Hill, um Rachel Abstand zu geben, dass sie über ihn hinwegkommen kann. Skills beschließt, den Tree Hill Ravens beizutreten. Er hofft, dass ihm das vielleicht bei seinen College-Bewerbungen helfen könnte. Peyton ruft ihren Halbbruder Derek an, der hat jedoch kein Interesse daran, sie kennenzulernen. Enttäuscht erzählt sie in ihrem Podcast von dem Telefonat, und dass sie hoffnungsvoll ist, dass ihr Bruder seine Meinung vielleicht doch noch ändert. Karen und Haley machen sich Sorgen um Deb, die einen Rückfall hat. Diese nimmt wieder Pillen, um ihre Angst vor Dan zu betäuben. Da Dan jetzt weiß, dass sie es war, die versucht hat ihn in dem Feuer in seinem Autohaus umzubringen, rechnet sie damit, dass er sich an ihr rächen wird. Peyton ist freudig überrascht, als plötzlich ein junger Mann vor ihrer Haustüre steht, der sich als ihr Bruder Derek vorstellt. |           |                                   |                                         |                      |                                        |                  |                            |
| 70 | 3         | Gute und schlechte Neuigkeiten    | Good News for People Who Love Bad News  | 11. Okt. 2006        | 26. Dez. 2008                          | John Asher       | Mike Herro & David Strauss |
| Skills hat sein erstes Spiel bei den Ravens, und hilft dem Team zum Sieg. Nathan hat während des Spiels Probleme, sich zu konzentrieren. Er ist mit seinen Gedanken immer noch bei dem Unfall, bei dem er beinahe ertrunken wäre, als er Rachel und Cooper aus dem Auto befreit hat. Er kann sich nicht mehr richtig an alles erinnern, und ist überzeugt, sein verstorbener Onkel Keith habe ihn und die anderen beiden letztlich gerettet. Er verschließt sich vor Haley, die deswegen etwas unsicher ist. Mouth gesteht Rachel seine Gefühle für sie, jetzt, da Cooper sie verlassen hat. Verbittert muss er sich anhören, dass sie – genau wie alle anderen Mädchen – mit ihm nur befreundet sein will. Rachel hat stattdessen nur Augen für Nathan, der sie an Cooper erinnert. Karen merkt, dass Luke Basketball vermisst, und geht zu Dan, um ihn um Rat zu bitten. Peyton verbringt den Tag mit Derek, nicht wissend, dass er ein Stalker ist, der sich nur als ihr Bruder ausgibt. |           |                                   |                                         |                      |                                        |                  |                            |
| 71 | 4         | Die Gerüchteküche                 | Can’t Stop This Thing We’ve Started     | 18. Okt. 2006        | 30. Dez. 2008                          | Bethany Rooney   | Terrence Coli              |
| An der Schule geht das Gerücht herum, dass Brooke schwanger wäre. Sofort wird sie von Shelley Simon angesprochen, die Gründerin der „Clean Teens“, einer Gruppe von Schülern, die einen Eid geleistet haben, keinen vorehelichen Sex zu haben. Shelley will Brooke davon überzeugen, ihr vermeintliches Baby nicht abzutreiben. Brooke ist zunächst von ihr genervt, erfährt dann aber später, dass Shelley selbst eine Abtreibung hinter sich hat. Karen und Whitey bieten Luke an, ihn unter einigen Auflagen wieder Basketball spielen zu lassen. Der lehnt aber zunächst ab, weil er keine halben Sachen mag. Auf Karens Bitte hin redet dann jedoch Dan mit ihm, der davon erzählt, dass er es immer bereut hat, dass er das Spiel aufgegeben hat, als er nach einer Knieverletzung nicht mehr so gut wie früher spielen konnte. Debs Rückfall in ihre Drogensucht bereitet ihrer Familie und Karen zunehmend Kummer und Luke wird Peytons vermeintlicher Bruder Derek zunehmend suspekt. Im Tric tritt der Rapper Lupe Fiasco auf. Karen und Deb haben dort einen Streit wegen Debs Drogensucht, woraufhin Deb – der der Großteil des Trics gehört – Karen kurzerhand feuert. Haley vertraut Lucas an, dass tatsächlich nicht Brooke, sondern sie schwanger ist. Sie hat aber Angst, Nathan davon zu erzählen. |           |                                   |                                         |                      |                                        |                  |                            |
| 72 | 5         | Psycho-Derek                      | I Love You but I’ve Chosen Darkness     | 25. Okt. 2006        | 31. Dez. 2008                          | Stuart Gillard   | Mark Schwahn               |
| Nathan erhält ein volles Stipendium für seine Traum-Uni, die Duke University. Als Haley ihm kurz darauf gesteht, dass sie schwanger ist, ist er nicht gerade begeistert. Dan rät ihm, auf jeden Fall auf die Duke zu gehen, aber Nathan beschließt schließlich, auf jeden Fall für Haley da zu sein, und die Entscheidung, auf welche Uni er gehen will zusammen mit ihr zu treffen. Rachel besorgt Brooke über das Internet ein Date mit dem einige Jahre älteren Nick, der denkt, sie wäre schon 23. Brooke ist zunächst nicht begeistert, lässt sich aber dann doch auf Nick ein. An die Wand von Dans Büro wurde in großen, roten Buchstaben „Genesis 4:20“ geschrieben, eine Anspielung an den Brudermord Kains an Abel. Dan ist schockiert. Peyton wird klar, dass Derek nicht derjenige ist, für den er sich ausgibt, und versucht Abstand zu ihm zu bekommen. Lukas hat bereits zuvor die Polizei über seinen Verdacht Derek gegenüber unterrichtet, die diesen auch schnell zum Verhör verhaftet. Als Luke seine Aussage machen will, entdeckt er, dass es sich bei dem verhafteten Derek um Peytons echten Halbbruder handelt. Peytons Stalker ist noch auf freien Fuß und fällt in ihrem Haus über sie her. Zusammen mit dem echten Derek gelingt es Luke, Peyton zu retten. Ihrem Stalker gelingt jedoch die Flucht. |           |                                   |                                         |                      |                                        |                  |                            |
| 73 | 6         | Peyton gegen die Angst            | Where Did You Sleep Last Night?         | 8. Nov. 2006         | 1. Jan. 2009                           | Paul Johansson   | William H. Brown           |
| Peyton ist nach ihrem Stalker-Angriff ziemlich durch den Wind und hat Angst, alleine zu sein, da ihr Stalker immer noch auf freien Fuß ist. Luke sorgt sich um sie und überredet ihren echten Bruder Derek, ihm dabei zu helfen, ihr beizustehen. Der – ein US-Marine – schult Peyton daraufhin in Selbstverteidigung, um ihr Selbstvertrauen wieder aufzubauen, damit sie ihre Angst überwinden kann. Brooke stellt schockiert fest, dass Nick, mit dem sie vor kurzem ein Date hatte, ihr neuer Englischlehrer ist. Der stört sich aber nicht weiter daran, dass sie ihn über ihr Alter angelogen hat, und so gehen die beiden heimlich weiterhin miteinander aus. Mouth wird von der etwas unkonventionellen Gigi gefragt, ob er mit ihr ausgehen möchte. Dan bekommt anonyme E-Mails, die ihn wissen lassen, dass es jemanden gibt, der weiß, dass er Keith ermordet hat. Luke fängt wieder bei den Ravens an. Er darf zwar nur 15 Minuten pro Abend spielen, um sein Herz nicht zu überfordern, aber dennoch marschieren die Ravens dank ihm, Skills und Nathan souverän durch die Playoffs. Nathan und Haley haben Geldsorgen. Da Dan den beiden nicht helfen will, sieht Nathan sich gezwungen, sich Geld von dem zwielichtigen Daunte Jones zu borgen. |           |                                   |                                         |                      |                                        |                  |                            |
| 74 | 7         | Gefälschte Ergebnisse             | All These Things That I’ve Done         | 15. Nov. 2006        | 5. Jan. 2009                           | David Jackson    | Adele Lim                  |
| Brooke stellt ihre Modelinie Clothes Over Bro’s auf einer Modenschau vor und lässt sich dabei von Mouth helfen. Der wird von einem Model eingeladen, mit ihr zu feiern, lehnt aber wegen Gigi ab. Nick versucht, sich an Rachel ranzumachen, woraufhin diese dafür sorgt, dass Nick suspendiert wird. Brooke glaubt Rachel zunächst nicht, aber dann erwischt sie Nick beim fremdgehen. Haley beschließt, auf die Duke zu gehen, damit Nathan dort Basketball spielen kann. Außerdem beginnt sie, als Babysitterin zu jobben, was sich als anstrengender erweist, als sie gedacht hat. Derek arbeitet weiter daran, Peyton dabei zu helfen, ihre Panikattacken zu überwinden. Dan zwingt Deb, ihren Anteil am Tric Karen zu überschreiben, nachdem er zuvor dafür gesorgt hat, dass eine Anklage wegen Rezeptbetrugs gegen Deb fallen gelassen wurde. Nathan hat Probleme, seine Schulden bei Daunte zu begleichen. Der verlangt daraufhin von Nathan, dass er dafür sorgt, dass die Ravens beim nächsten Spiel mit weniger als zehn Punkten Vorsprung gewinnen, damit Daunte beim Wetten groß absahnen kann. Dafür erlässt er Nathan seine Schulden. Nathan tut gezwungenermaßen wie geheißen, und so erreichen die Ravens das Finale der State Championship durch einen Sieg mit neun Punkten Vorsprung. |           |                                   |                                         |                      |                                        |                  |                            |
| 75 | 8         | Das große Bankett                 | Nothing Left to Say but Goodbye         | 22. Nov. 2006        | 6. Jan. 2009                           | Janice Cooke     | John A. Norris             |
| Daunte verlangt von Nathan, dass er das Finale der State Championship verliert. Er droht ihm, durch offenlegen ihres gemeinsamen Wettbetrugs im vorherigen Spiel Nathans Karriere zu beenden. Als der sich dennoch weigert, droht Daunte ihm und Haley Gewalt an. Schlechten Gewissens nimmt Nathan auf einem Bankett zu Ehren des Teams die Ehrung als „wertvollster Spieler“ entgegen. Da Nathan seine Teamkameraden und Whitey, der nach dem Finale in den Ruhestand treten wird, nicht enttäuschen will, gesteht er Dan alles und bittet ihn um Hilfe. Der versucht es, kann aber auch nichts gegen Daunte unternehmen, der droht, den beiden schwangeren Haley und Karen etwas anzutun, falls Nathan das Spiel gewinnt. Peyton ist überglücklich, als ihr mitgeteilt wird, dass ihr Stalker endlich verhaftet worden ist. Brooke will es nochmal mit Luke versuchen, und lädt ihn ein, zusammen mit ihr zu dem Bankett zu gehen. Dort wird den beiden aber klar, dass sie besser nur Freunde bleiben sollten. Auch Karen und Dan gehen gemeinsam zu dem Bankett. Derek muss Peyton verlassen, da er mit seiner Einheit ausrücken muss. Zuvor ermutigt er seine Schwester aber nochmal, nicht mehr in Angst zu leben und Risiken einzugehen. Diese beherzigt den Rat und gesteht Luke, dass sie ihn liebt. |           |                                   |                                         |                      |                                        |                  |                            |
| 76 | 9         | Gewinnen oder verlieren           | Some You Give Away                      | 29. Nov. 2006        | 7. Jan. 2009                           | Greg Prange      | Mark Schwahn               |
| Vor dem Finale der State Championship erfährt Luke von Nathan, dass dieser gezwungen wird, das Spiel zu verlieren. Luke will ihm das nicht durchgehen lassen und verzichtet darauf, seine Herzmedikamente einzunehmen, da die seine Leistung drosseln. Nach der ersten Halbzeit liegen die Ravens dennoch deutlich hinten. Nach einer bewegenden Rede von Whitey ändert Nathan jedoch seine Meinung und will das Spiel nun auch gewinnen. Er nimmt dabei in Kauf, dass Daunte hinterher möglicherweise seine Karriere beenden wird. Nach einer atemberaubenden Aufholjagd gelingt es den Ravens, in den letzten Sekunden das Spiel für sich zu entscheiden. Im Freudentaumel des Sieges gesteht der zuvor noch zögerliche Lucas Peyton, dass er sie auch liebt. Daunte will sich an Nathan rächen, dafür, dass er seinetwegen viel Geld verloren hat, und will ihm mit seinem Auto überfahren. Reflexartig schubst Haley diesen zur Seite, wird aber selbst vom Auto erfasst. Daunte verliert die Kontrolle über den Wagen und fährt gegen eine Wand. Nathan – blind vor Wut – zerrt den leblosen Daunte aus dem Wagen und prügelt auf diesen ein, bis Dan ihn stoppt. Als der feststellt, dass Daunte tot ist, schickt er Nathan weg und lässt es so aussehen als hätte er auf Daunte eingeschlagen. Lucas kümmert sich unterdessen um die schwerverletzte Haley. Durch den Stress, den der Unfall ihm verursacht hat, erleidet Luke an der Unfallstelle einen Herzinfarkt. |           |                                   |                                         |                      |                                        |                  |                            |
| 77 | 10        | Nachricht von Keith               | Songs to Love and Die By                | 6. Dez. 2006         | 8. Jan. 2009                           | John Asher       | Mark Schwahn               |
| Luke und Haley werden ins Krankenhaus gebracht. Beide sind in einem kritischen Zustand. Nathan wird von Schuldgefühlen geplagt; Zusammen mit Brooke, Peyton und Karen bangt er im Krankenhaus um die beiden und das ungeborene Kind. Dan nimmt unterdessen die Schuld an Dauntes Tod auf sich und wird verhaftet. Lucas liegt im Koma und hat eine Außerkörperliche Erfahrung, in der er seinem verstorbenen Onkel Keith begegnet. Er ist wütend, dass solche schrecklichen Dinge immer wieder guten Menschen wie Haley und Nathan widerfahren und fragt sich, was dann überhaupt der Sinn dahinter ist, ein guter Mensch zu sein. Keith zeigt ihm, wie die Welt wäre, wenn Luke ein weniger guter Mensch wäre: Unter anderem wäre Peyton bei dem Amoklauf an der Schule gestorben, weil Lucas nicht nochmal zurückgelaufen wäre, um sie zu retten. Als Keith Lucas den Tag des Amoklaufs nochmal durchleben lässt, bringt er ihn dazu, das Geschehene zu hinterfragen und sich die Ereignisse nochmal genau in Erinnerung zu rufen. Schließlich erwachen Lucas und Haley, und auch das Baby ist vollkommen unbeschadet. |           |                                   |                                         |                      |                                        |                  |                            |
| 78 | 11        | Ehrlich währt am längsten         | Everything in Its Right Place           | 17. Jan. 2007        | 9. Jan. 2009                           | Michael Lange    | Dawn Urbont                |
| Nathan will nicht, dass Dan an seiner Stelle verurteilt wird, und plant, zu gestehen, dass es tatsächlich er war, der auf Daunte eingeprügelt hat. Zunächst gesteht er aber erstmal Haley alles – auch den Wettbetrug den er mit Daunte begangen hat. Die ist schockiert und geht erstmal auf Abstand, vergibt ihm aber schließlich. Bei Dauntes Obduktion kommt heraus, dass er tatsächlich schon gestorben ist, als sein Auto gegen die Wand gefahren ist. Dan wird daraufhin freigelassen. Brooke hat Probleme in Mathe und steht kurz davor durchzufallen, wodurch sie ihren Abschluss nicht schaffen würde. Sie lässt sich daher von Rachel überreden, mit ihr Nachts in die Schule einzubrechen und eine Kopie des bevorstehenden Mathe-Tests zu stehlen, um bei diesem eine bessere Note zu bekommen. Als sie vom Rektor in der Schule erwischt werden, reden sie sich damit raus, dass sie zu einem Treffen der Clean Teens wollen. Um die Lüge aufrechtzuerhalten, müssen sie dem Klub notgedrungen beitreten. Gigi macht mit Mouth schluss, da sie für ihre Beziehung keine Zukunft sieht. |           |                                   |                                         |                      |                                        |                  |                            |
| 79 | 12        | Das wahre Glück                   | Resolve                                 | 24. Jan. 2007        | 12. Jan. 2009                          | Moira Kelly      | Michelle Furtney-Goodman   |
| Brooke schafft eine Eins in Mathe, aber ihre Freude ist nur kurz, da der Diebstahl des Tests aufgeflogen ist. Rachel wird bei den Clean Teens herausgeschmissen, weil sie sich ganz und gar nicht keusch verhalten hat. Brooke möchte jedoch weiterhin bei den Clean Teens bleiben, weil sie vom neuesten Mitglied, Chase Adams, angetan ist. Als Chase Brookes Eins in Mathe sieht, fragt er sie, ob sie ihm Nachhilfe geben könnte. Sie willigt ein; anstatt zu lernen, haben die beiden aber letztlich ein romantisches Date. Nathan findet Haley in Tränen aufgelöst, weil ihr wegen ihrer Schwangerschaft ihr Kleid für den Abschlussball nicht mehr passt. Um das Geld für ein neues Kleid aufzutreiben, lässt er sich von Skills überreden, mit diesem bei einem Amateurwettbewerb in einem Stripclub mitzumachen. Gemeinsam mit Mouth liefern die beiden eine gute Show ab und gewinnen das Preisgeld. Peyton und Lucas schweben im siebten Himmel und genießen ihre neue Liebe. Karen will Dan wieder in ihr Leben lassen, da er in letzter Zeit so ein guter Kerl war und lädt ihn zum Essen ein. Deb ist wegen ihrer Drogensucht in schlechter Verfassung. Nachdem Dan ihr sagt, er habe sie nie wirklich geliebt, und auch Nathan sie aus seinem Leben haben will, nimmt sie eine Überdosis Pillen. |           |                                   |                                         |                      |                                        |                  |                            |
| 80 | 13        | Bilder von dir                    | Pictures of You                         | 7. Feb. 2007         | 13. Jan. 2009                          | Les Butler       | Mark Schwahn               |
| Zum Ende des Schuljahres bekommt die Abschlussklasse der Tree Hill High von ihrem Lehrer eine ungewöhnliche Aufgabe gestellt. Laut ihm teilen sich Schüler grob in Kategorien ein. Man ist entweder ein Sportass, ein Streber, eine Ballkönigin, ein Einzelgänger oder ein Flittchen. Per Los teilt er nun jeweils zwei Schüler einander zu, die sich in der Zeit ihre Träume, Ängste und Geheimnisse teilen sollen. Sie sollen gemeinsam ihre Identität außerhalb solcher Stereotype finden und zum Schluss ein Foto von ihrem Partner machen, das diesen gut repräsentiert. Luke verbringt die Zeit mit der Einzelgängerin Glenda. Die beiden stellen fest, dass sie sich überraschend gut verstehen; Lucas gibt Glenda den ersten Entwurf seines Romans zu lesen, damit sie ihm sagt, was sie davon hält. Brooke beichtet Chase, dass sie beim Mathetest betrogen hat und nur seinetwegen bei den Clean Teens ist. Sie gesteht ihm, dass sie ihn angelogen hat, weil sie das Gefühl hat, nie gut genug zu sein. Mouth gesteht Shelley, dass er es nicht mag, immer nur der nette Freund zu sein. Die antwortet ihm, dass sie ihn eigentlich ziemlich heiß finde. Die beiden küssen sich und verabreden sich, zusammen zum Abschlussball zu gehen. |           |                                   |                                         |                      |                                        |                  |                            |
| 81 | 14        | Lügen und Leidenschaft            | Sad Songs for Dirty Lovers              | 14. Feb. 2007        | 14. Jan. 2009                          | Janice Cooke     | William H. Brown           |
| Brooke hat ein schlechtes Gewissen wegen des Mathe-Tests und will schon alles gestehen, aber dann erhält sie ein Angebot von Victoria’s Secret, dass Clothes over Bro’s ein Teil der Victoria’s-Secret-Modelinie PINK werden könnte. Aber nur, wenn Brooke ihren Abschluss schafft. Um sicherzugehen, dass Brookes Traum nicht platzt, lässt es Rachel so aussehen, als hätte sie beim Mathe-Test betrogen. Deb ist nach ihrem Selbstmordversuch in Reha, wird aber demnächst entlassen werden. Um sicherzugehen, dass Deb keinen Rückfall mehr bekommt, ziehen Haley und Nathan bei ihr ein. Als sie das Haus von Medikamenten und Alkohol säubern, damit Deb nicht in Versuchung gerät, finden sie so viele Spirituosen, dass Nathan beschließt, eine Party zu veranstalten, um den Sieg der State Championship gebührend zu feiern. Auf der Party schläft Shelley mit Mouth, mit dem sie seit kurzem zusammen ist. Sie hat ein schlechtes Gewissen, da sie die Ideale der Clean Teens verraten hat, und bricht den Kontakt zu Mouth ab. Zur Unterhaltung wird auf der Party ein altes Video aufgelegt, das Nathan beim Basketballspielen zeigt. Nach einer Weile stellt sich heraus, dass auf dem Video noch etwas anderes ist: ein Sex-Tape, das Nathan vor Jahren betrunken zusammen mit Brooke aufgenommen hat. |           |                                   |                                         |                      |                                        |                  |                            |
| 82 | 15        | Das Skandal-Video                 | Prom Night at Hater High                | 21. Feb. 2007        | 15. Jan. 2009                          | Paul Johansson   | Mike Herro & David Strauss |
| Beim Anblick des Sex-Tapes ist Peyton stinksauer auf Brooke, da sie zu dem Zeitpunkt Nathans Freundin war. Sie findet es scheinheilig von Brooke, dass diese ihr so ein schlechtes Gewissen gemacht hat, nachdem sie und Lukas sich geküsst haben während Luke noch mit Brooke zusammen war. Auch Haley ist enttäuscht. Um weitere Überraschungen zu verhindern, zerstört sie alle Heimvideos im Haus und verlangt von Nathan eine vollständige Liste aller Frauen, mit denen er geschlafen hat. Als er ihr stattdessen eine Liste aller Frauen, die er jemals geliebt hat gibt, auf der nur Haleys Name steht, ist sie wieder besänftigt. Chase macht mit Brooke Schluss, da er von seiner Ex-Freundin betrogen worden ist und Brooke nun nicht mehr vertrauen kann. Rachel ist der Schule verwiesen worden und bereitet still ihre Abreise aus Tree Hill vor. Schließlich ist der Tag des Abschlussballes gekommen. Karen und Dan sind Aufsichtspersonen und gehen gemeinsam zum Ball. Peyton will wegen ihres Streits mit Brooke erst nicht auf den Ball gehen, lässt sich aber dann doch von Lucas überreden. Als es an ihrer Tür klingelt, ist es aber dann nicht Luke der sie abholt, sondern ihr Stalker. |           |                                   |                                         |                      |                                        |                  |                            |
| 83 | 16        | Die Rückkehr des falschen Bruders | You Call It Madness, but I Call It Love | 2. Mai 2007          | 16. Jan. 2009                          | Thomas J. Wright | Terrence Coli              |
| Lucas will Peyton zum Abschlussball abholen, aber sie öffnet ihm nicht die Tür. In dem Glauben, sie habe wegen des Streites mit Brooke noch immer keine Lust, geht er alleine zum Ball. Nicht wissend, dass Peyton im Haus von ihrem Stalker gefangen gehalten wird. Der erklärt ihr, dass er selbst es war, der sie angerufen hat, um ihr mitzuteilen, dass er von der Polizei gefasst worden sei, um sie in Sicherheit zu wiegen. Brooke findet es komisch, dass Peyton nicht zum Abschlussball erscheint, und geht zu ihrem Haus um nach dem Rechten zu sehen. Dort wird sie ebenfalls von Peytons Stalker geschnappt. Mouth bringt Rachel unterdessen zum Flughafen, wo die beiden spontan beschließen, gemeinsam wegzufliegen. Während Lucas auf Peyton wartet, unterhält er sich mit Glenda über sein Buch. Er meint, er habe Probleme, sich an die Ereignisse vom Tag, an dem Keith gestorben ist, richtig zu erinnern. Schließlich fällt ihm aber ein, dass er vor Keiths Tod noch eine weitere Person in der Schule gesehen hat. Peyton und Brooke gelingt es schließlich, sich zu befreien und Peytons Stalker mit vereinten Kräften zu überwältigen. Durch diese Extremsituation wieder zusammengeschweißt, gehen die beiden besten Freundinnen dann noch gemeinsam auf den Abschlussball. |           |                                   |                                         |                      |                                        |                  |                            |
| 84 | 17        | Ausflug nach Honey Grove          | It Gets the Worst at Night              | 9. Mai 2007          | 19. Jan. 2009                          | Greg Prange      | Mark Schwahn & Jim Lee     |
| Nachdem er eine Weile mit Rachel unterwegs war, hinterlässt Mouth Skills plötzlich eine Nachricht, dass er in Honey Grove, Texas sei und Hilfe bräuchte. Spontan wird beschlossen, als Gruppe gemeinsam hinzufahren, um Mouth abzuholen. Auf dem Weg hat ihr Auto eine Panne, aber wie der Zufall so spielt kommt Chris Keller in seinem Tourbus vorbei und bietet an, sie nach Honey Grove zu bringen. Dort erfahren sie, dass Mouth die Nacht in einer Arrestzelle verbringen musste, weil er auf einer Parkbank eingeschlafen war. Zuvor hatte er sich von Rachel getrennt, weil ihm klar geworden war, dass er einfach nicht der „gefährliche“ Typ ist, der die Abschlussprüfungen schwänzt, um mit einem Mädchen durchzubrennen. Da sie erst wieder heimfahren können, wenn ihr Auto repariert ist, schlagen die Freunde die Zeit tot, indem sie zusammen mit Chris Keller den Abschlussball der Highschool in Honey Grove besuchen. Unterdessen findet Dan heraus, wer ihm die Nachrichten hat zukommen lassen, die ihn dazu bringen sollen, den Mord an Keith zu gestehen: Es ist die Schülerin Abby Brown, die Jimmy an dem Tag hat gehen lassen, weil sie Diabetes hat. Auch Luke, der sie an dem Tag gesehen hat, gelingt es, herauszufinden, wer sie ist. |           |                                   |                                         |                      |                                        |                  |                            |
| 85 | 18        | Moment der Wahrheit               | The Runaway Found                       | 16. Mai 2007         | 20. Jan. 2009                          | David Jackson    | Mark Schwahn               |
| Luke spürt Abby auf und will von ihr Klarheit über Keiths Tod. Bevor sie ihm etwas sagen kann, wird er jedoch von Abbys Mutter weggeschickt, die Abby beschützen will. Peyton wird noch immer von Erinnerungen an Ian Banks geplagt, ihren Stalker. Gemeinsam mit Brooke besucht sie ihn im Gefängnis, um sich ihrer Angst zu stellen. Sie erfahren, dass Ians Freundin bei einem Autounfall gestorben ist, den er verschuldet hat. Er ist daran zerbrochen. Da Peyton seiner toten Freundin sehr ähnlich sieht und zudem im Internet sehr großzügig mit ihren persönlichen Informationen umgeht, wurde er schnell von ihr besessen. Peyton vergibt ihm und kann so mit der Geschichte abschließen. Nachdem Spekulationen über Wettbetrug im Halbfinale der State Championship laut geworden waren, will Luke die Schuld auf sich nehmen, damit Nathans Karriere nicht zerstört wird. Der bekommt jedoch ein schlechtes Gewissen und gesteht schließlich selbst. Dan spielt mit dem Gedanken, die Zeugin Abby zu beseitigen. Als er sie aber dann aufsucht, versucht er lediglich seine Tat vor ihr zu rechtfertigen. Von seinem Besuch eingeschüchtert verlassen Abby und ihre Mutter Tree Hill. Zuvor besucht Abby aber noch heimlich Lucas, den sie wissen lässt, dass Dan Keiths Mörder ist. |           |                                   |                                         |                      |                                        |                  |                            |
| 86 | 19        | Widmung                           | Ashes of Dreams You Let Die             | 30. Mai 2007         | 22. Jan. 2009                          | Michael Lange    | John A. Norris             |
| Zum Ende des Schuljahres werden die Jahrbücher verteilt. Mouth ist sauer, dass Jimmy Edwards in diesem nicht erwähnt wird, und klebt in eines der Jahrbücher eine Seite mit Bildern von Jimmy ein. Dieses Jahrbuch übergibt er dann Jimmys Mutter, nachdem er seine Mitschüler freundliche Botschaften hat reinschreiben lassen. Brooke schreibt in Chases Jahrbuch, dass sie noch Gefühle für ihn hat, nur um dann enttäuscht festzustellen, dass Chase in ihrem Jahrbuch nur einen kurzen, nichtssagenden Text hinterlassen hat. Später gesteht er ihr, dass er eigentlich auch etwas Romantisches schreiben wollte, sich aber nicht getraut hat. Peyton hat eine Praktikumsstelle bei Sire Records bekommen, zögert aber sie anzunehmen, weil sie dann den Sommer von Lucas entfernt verbringen müsste. Nachdem seine Beteiligung an einem Wettbetrug ans Licht gekommen ist, nimmt die Duke University Nathan sein Stipendium wieder weg. Verzweifelt versucht er, bei einer anderen Universität ins Basketball-Team aufgenommen zu werden, aber vergebens. Lucas will, dass Dan für seine Tat büßen muss, aber ohne Abby schenkt ihm niemand Glauben. Als er Dan dann zusammen mit seiner Mutter sieht, stiehlt er Debs Pistole und bedroht ihn damit. Karen wird das zu viel; sie bricht zusammen. |           |                                   |                                         |                      |                                        |                  |                            |
| 87 | 20        | Freud und Leid                    | The Birth and Death of the Day          | 6. Juni 2007         | 23. Jan. 2009                          | Greg Prange      | Mark Schwahn               |
| Lucas bringt seine Mutter ins Krankenhaus, wo festgestellt wird, dass sie wegen des Stresses in Verbindung mit ihrer Schwangerschaft einen Anfall hatte und sich nun in einem kritischen Zustand befindet. Um sie besser behandeln zu können, wird per Kaiserschnitt ihre Tochter zur Welt gebracht. Deb findet heraus, dass Luke ihre Waffe gestohlen hat, und will wissen, was das sollte. Er sagt ihr, dass Dan Keiths Mörder sei, was sie ihm auch glaubt. Da Nathan von keiner Uni genommen wurde, besorgt er sich einen Job in einer Stahlfabrik. Auf Haleys Bitten hin, Nathan irgendwie zu helfen, akzeptiert der frisch gebackene Ruheständler Whitey eine Stelle als Trainer an einer kleinen Uni in der Nähe, wodurch er dafür sorgen kann, dass Nathan dort spielen darf. Brooke hat ein schlechtes Gewissen, weil Rachel ihretwegen von der Schule geflogen ist. Sie gesteht dem Rektor, dass es in Wahrheit sie war, die bei dem Test betrogen hat. Der lässt aber nochmal Gnade walten. Rachels Verweis der Schule wird rückgängig gemacht. Deb offenbart Nathan, dass Dan Keiths Mörder ist; der konfrontiert Dan mit dieser Anschuldigung und fleht ihn an, ihm zu sagen, es sei nicht wahr. Dan ist jedoch nicht mehr in der Lage, es abzustreiten. Bei der Abschlusszeremonie der Highschool setzen bei Haley die Wehen ein. |           |                                   |                                         |                      |                                        |                  |                            |
| 88 | 21        | Die Wege trennen sich             | All of a Sudden I Miss Everyone         | 13. Juni 2007        | 26. Jan. 2009                          | Mark Schwahn     | Mark Schwahn               |
| Während Haley ihren Sohn zur Welt bringt verschlechtert sich Karens Zustand. Als ihr Herz aussetzt, begegnet sie Keith im Jenseits wieder. Der schickt sie jedoch wieder zu ihrer gemeinsamen Tochter in Diesseits. Unterdessen begibt sich Dan zur Polizei und gesteht seinen Mord an Keith. Da seine Familie die Wahrheit herausgefunden hat sieht er keinen Sinn mehr, die Tat noch weiter zu verbergen. Einige Wochen später sind Karen und ihre Tochter Lilly wohlauf und Nathan und Haley gewöhnen sich an das Elternsein. Bevor alle zum studieren wegziehen wird nochmal eine große Party veranstaltet, um den Abschluss von der Tree Hill High zu feiern. Veranstaltet wird die Party von Rachel, der Brooke sogleich ihr Abschlusszeugnis überreicht. Lucas und Nathan beschließen Dan komplett aus ihrem Leben zu streichen und ihn nie im Gefängnis zu besuchen. Der wird unterdessen in seiner Zelle endgültig von seinen Schuldgefühlen überwältigt; er versucht sich zu erhängen, was ihm jedoch misslingt. Luke verkündet, dass er eine Stelle als Whiteys Co-Trainer angenommen hat. Zum Ausklang des Abends gehen alle zu dem alten Basketballplatz am Fluss und spielen gegeneinander. Sie versprechen sich, sich in vier Jahren – nach ihrem Uni-Abschluss – wieder hier zu treffen. |           |                                   |                                         |                      |                                        |                  |                            |

## Staffel 5
Die Erstausstrahlung der fünften Staffel war vom 8. Januar bis zum 19. Mai 2008 auf dem US-amerikanischen Sender The CW zu sehen. Die deutschsprachige Erstausstrahlung sendete der deutsche Free-TV-Sender VOX vom 30. Juni bis zum 29. Juli 2010.
| Nr. (ges.) | Nr. (St.) | Deutscher Titel                     | Originaltitel                                 | Erstausstrahlung USA | Deutschsprachige Erstausstrahlung (D) | Regie            | Drehbuch                   |
| ---------- | --------- | ----------------------------------- | --------------------------------------------- | -------------------- | ------------------------------------- | ---------------- | -------------------------- |
| 89         | 1         | Vier Jahre, sechs Monate, zwei Tage | 4 Years, 6 Months, 2 Days                     | 8. Jan. 2008         | 30. Juni 2010                         | Greg Prange      | Mark Schwahn               |
| 90         | 2         | Das Leben beginnt jetzt             | Racing like a Pro                             | 8. Jan. 2008         | 1. Juli 2010                          | Paul Johansson   | Mark Schwahn               |
| 91         | 3         | Ohne Freunde geht nichts            | My Way Home Is Through You                    | 15. Jan. 2008        | 5. Juli 2010                          | David Jackson    | John A. Norris             |
| 92         | 4         | Brookes große Eröffnung             | It’s Alright, Ma (I’m Only Bleeding)          | 22. Jan. 2008        | 6. Juli 2010                          | Janice Cooke     | Adele Lim                  |
| 93         | 5         | Die Erinnerung stirbt nie           | I Forgot to Remember to Forget                | 29. Jan. 2008        | 7. Juli 2010                          | Liz Friedlander  | Terrence Coli              |
| 94         | 6         | Es ist noch lange nicht vorbei      | Don’t Dream It’s Over                         | 5. Feb. 2008         | 8. Juli 2010                          | Thomas J. Wright | Mark Schwahn               |
| 95         | 7         | Geplatzte Träume                    | In da Club                                    | 12. Feb. 2008        | 12. Juli 2010                         | Greg Prange      | Mike Herro & David Strauss |
| 96         | 8         | Ich will, ich will, ich will        | Please, Please, Please Let Me Get What I Want | 19. Feb. 2008        | 13. Juli 2010                         | Paul Johansson   | Mike Daniels               |
| 97         | 9         | Die Wahrheit                        | For Tonight You’re Only Here to Know          | 26. Feb. 2008        | 14. Juli 2010                         | Joe Davola       | Mark Schwahn               |
| 98         | 10        | Die Vergangenheit ist schneller     | Running to Stand Still                        | 4. März 2008         | 15. Juli 2010                         | Clark Mathis     | William H. Brown           |
| 99         | 11        | Junggesellenabschied mit Folgen     | You’re Gonna Need Someone on Your Side        | 11. März 2008        | 19. Juli 2010                         | Michael J. Leone | Zachary Haynes             |
| 100        | 12        | Für immer und ewig                  | Hundred                                       | 18. März 2008        | 20. Juli 2010                         | Les Butler       | Mark Schwahn               |
| 101        | 13        | Echos der Vergangenheit             | Echoes, Silence, Patience, and Grace          | 14. Apr. 2008        | 21. Juli 2010                         | Greg Prange      | Mark Schwahn               |
| 102        | 14        | Das gute alte Leben                 | What Do You Go Home To                        | 21. Apr. 2008        | 22. Juli 2010                         | Liz Friedlander  | Mark Schwahn               |
| 103        | 15        | Jamies große Geburtstagsparty       | Life Is Short                                 | 28. Apr. 2008        | 26. Juli 2010                         | Paul Johansson   | Elisa Delson               |
| 104        | 16        | Das Ende steht bevor                | Crying Won’t Help You                         | 5. Mai 2008          | 27. Juli 2010                         | Greg Prange      | William H. Brown           |
| 105        | 17        | Hass ist stärker als Liebe          | Hate Is Safer than Love                       | 12. Mai 2008         | 28. Juli 2010                         | Stuart Gillard   | Mark Schwahn               |
| 106        | 18        | Das große Erwachen                  | What Comes After the Blues                    | 19. Mai 2008         | 29. Juli 2010                         | Mark Schwahn     | Mark Schwahn               |

## Staffel 6
Die Erstausstrahlung der sechsten Staffel war vom 1. September 2008 bis zum 18. Mai 2009 auf dem US-amerikanischen Sender The CW zu sehen. Die deutschsprachige Erstausstrahlung sendete der deutsche Free-TV-Sender sixx vom 9. Februar bis zum 6. April 2014.
| Nr. (ges.) | Nr. (St.) | Deutscher Titel                             | Originaltitel                                              | Erstausstrahlung USA | Deutschsprachige Erstausstrahlung (D) | Regie               | Drehbuch                              |
| ---------- | --------- | ------------------------------------------- | ---------------------------------------------------------- | -------------------- | ------------------------------------- | ------------------- | ------------------------------------- |
| 107        | 1         | Hochzeitspläne                              | Touch Me I’m Going to Scream, Part 1                       | 1. Sep. 2008         | 9. Feb. 2014                          | Stuart Gillard      | Mark Schwahn                          |
| 108        | 2         | Von einer Sekunde zur anderen: alles anders | One Million Billionth of a Millisecond on a Sunday Morning | 8. Sep. 2008         | 9. Feb. 2014                          | Greg Prange         | Mark Schwahn                          |
| 109        | 3         | Das Cape, mit dem du fliegen lernst         | Get Cape. Wear Cape. Fly.                                  | 15. Sep. 2008        | 16. Feb. 2014                         | Liz Friedlander     | Mark Schwahn                          |
| 110        | 4         | Das große Abschiedsspiel                    | Bridge Over Troubled Water                                 | 22. Sep. 2008        | 16. Feb. 2014                         | Paul Johansson      | Terrence Coli                         |
| 111        | 5         | Geplatztes Comeback                         | You’ve Dug Your Own Grave, Now Lie in It                   | 29. Sep. 2008        | 16. Feb. 2014                         | John Asher          | William H. Brown                      |
| 112        | 6         | Lebenswege                                  | Choosing My Own Way of Life                                | 13. Okt. 2008        | 23. Feb. 2014                         | Clark Mathis        | John A. Norris                        |
| 113        | 7         | Anführer und Mitläufer                      | Messin’ with the Kid                                       | 20. Okt. 2008        | 23. Feb. 2014                         | Greg Prange         | Mike Herro & David Strauss            |
| 114        | 8         | Das Filmangebot                             | Our Life Is Not a Movie or Maybe                           | 27. Okt. 2008        | 23. Feb. 2014                         | Peter B. Kowalski   | Mark Schwahn                          |
| 115        | 9         | Stunde der Wahrheit                         | Sympathy for the Devil                                     | 3. Nov. 2008         | 2. März 2014                          | Bradley Walsh       | Mike Daniels                          |
| 116        | 10        | Angst vor der Realität                      | Even Fairy Tale Characters Would Be Jealous                | 10. Nov. 2008        | 2. März 2014                          | Janice Cooke        | Nikki Schiefelbein                    |
| 117        | 11        | Casablanca in Tree Hill                     | We Three (My Echo, My Shadow and Me)                       | 17. Nov. 2008        | 2. März 2014                          | Joe Davola          | Chad Michael Murray                   |
| 118        | 12        | Wie der Vater, so der Sohn                  | You Have to Be Joking (Autopsy of the Devil’s Brain)       | 24. Nov. 2008        | 9. März 2014                          | Mark Schwahn        | Mark Schwahn                          |
| 119        | 13        | Wo ist Sam?                                 | Things a Mama Don’t Know                                   | 5. Jan. 2009         | 9. März 2014                          | Michael J. Leone    | Karin Gist                            |
| 120        | 14        | Eltern auf Probe                            | A Hand to Take Hold of the Scene                           | 12. Jan. 2009        | 9. März 2014                          | Chad Michael Murray | Mike Daniels                          |
| 121        | 15        | Die kleinen Dinge des Lebens                | We Change, We Wait                                         | 19. Jan. 2009        | 16. März 2014                         | Les Butler          | John A. Norris                        |
| 122        | 16        | Das große Casting                           | Screenwriter’s Blues                                       | 2. Feb. 2009         | 16. März 2014                         | Bethany Joy Lenz    | Mike Herro & David Strauss            |
| 123        | 17        | Momente der Wahrheit                        | You and Me and the Bottle Makes Three Tonight              | 16. März 2009        | 16. März 2014                         | Greg Prange         | Terrence Coli                         |
| 124        | 18        | Traum-Tree-Hill                             | Searching for a Former Clarity                             | 23. März 2009        | 23. März 2014                         | Joe Davola          | Mark Schwahn                          |
| 125        | 19        | Geplatzte Filme                             | Letting Go                                                 | 30. März 2009        | 23. März 2014                         | Paul Johansson      | David Handelman                       |
| 126        | 20        | Das kleine Supergenie                       | I Would for You                                            | 20. Apr. 2009        | 23. März 2014                         | Peter B. Kowalski   | Chris „Carm“ Armstrong & Bryan Gracia |
| 127        | 21        | Wenn Träume wahr werden                     | A Kiss to Build a Dream On                                 | 27. Apr. 2009        | 30. März 2014                         | Erica Dunton        | Karin Gist                            |
| 128        | 22        | Zeig mir das Leben                          | Show Me How to Live                                        | 4. Mai 2009          | 30. März 2014                         | James Lafferty      | William H. Brown                      |
| 129        | 23        | Für immer und fast ewig                     | Forever and Almost Always                                  | 11. Mai 2009         | 30. März 2014                         | Greg Prange         | Mark Schwahn                          |
| 130        | 24        | Fast alle Träume werden wahr                | Remember Me as a Time of Day                               | 18. Mai 2009         | 6. Apr. 2014                          | Mark Schwahn        | Mark Schwahn                          |

## Staffel 7
Die Erstausstrahlung der siebten Staffel war vom 14. September 2009 bis zum 17. Mai 2010 auf dem US-amerikanischen Sender The CW zu sehen. Die deutschsprachige Erstausstrahlung sendete der deutsche Free-TV-Sender sixx vom 26. Mai bis zum 24. Juni 2015.
| Nr. (ges.) | Nr. (St.) | Deutscher Titel                     | Originaltitel                                             | Erstausstrahlung USA | Deutschsprachige Erstausstrahlung (D) | Regie             | Drehbuch                         |
| ---------- | --------- | ----------------------------------- | --------------------------------------------------------- | -------------------- | ------------------------------------- | ----------------- | -------------------------------- |
| 131        | 1         | Familienbesuch                      | 4:30 AM (Apparently They Were Traveling Abroad)           | 14. Sep. 2009        | 26. Mai 2015                          | Clark Mathis      | Mark Schwahn                     |
| 132        | 2         | Eine Nacht mit Folgen               | What Are You Willing to Lose                              | 21. Sep. 2009        | 27. Mai 2015                          | Les Butler        | Mark Schwahn                     |
| 133        | 3         | Erpressung                          | Hold My Hand as I’m Lowered                               | 28. Sep. 2009        | 28. Mai 2015                          | Liz Friedlander   | Mark Schwahn                     |
| 134        | 4         | Der große Auftritt                  | Believe Me, I’m Lying                                     | 5. Okt. 2009         | 29. Mai 2015                          | Greg Prange       | John A. Norris                   |
| 135        | 5         | Trügerisches Herz                   | Your Cheatin’ Heart                                       | 12. Okt. 2009        | 1. Juni 2015                          | Peter B. Kowalski | Mike Herro & David Strauss       |
| 136        | 6         | Angst vor der Tiefe                 | Deep Ocean Vast Sea                                       | 19. Okt. 2009        | 2. Juni 2015                          | Janice Cooke      | Mike Daniels                     |
| 137        | 7         | Die Liebe stirbt nie                | I and Love and You                                        | 26. Okt. 2009        | 3. Juni 2015                          | James Lafferty    | Mark Schwahn                     |
| 138        | 8         | Geister                             | (I Just) Died in Your Arms Tonight                        | 2. Nov. 2009         | 4. Juni 2015                          | Michael J. Leone  | Terrence Coli                    |
| 139        | 9         | Frühlingsgefühle                    | Now You Lift Your Eyes to the Sun                         | 9. Nov. 2009         | 5. Juni 2015                          | Sophia Bush       | Karen Gist                       |
| 140        | 10        | Jeder hat seine Sucht               | You Are a Runner and I Am My Father’s Son                 | 16. Nov. 2009        | 8. Juni 2015                          | Paul Johansson    | Mark Schwahn                     |
| 141        | 11        | Du weißt, dass ich dich liebe       | You Know I Love You… Don’t You?                           | 30. Nov. 2009        | 9. Juni 2015                          | Greg Prange       | William H. Brown                 |
| 142        | 12        | Manche Straßen führen nirgendwo hin | Some Roads Lead Nowhere                                   | 7. Dez. 2009         | 10. Juni 2015                         | Mark Schwahn      | Mark Schwahn                     |
| 143        | 13        | Ich will nur helfen                 | Weeks Go By like Days                                     | 18. Jan. 2010        | 11. Juni 2015                         | Joe Davola        | Karin Gist                       |
| 144        | 14        | Es bleibt in der Familie            | Family Affair                                             | 25. Jan. 2010        | 12. Juni 2015                         | Paul Johansson    | Mike Herro & David Strauss       |
| 145        | 15        | Das große Revival                   | Don’t You Forget About Me                                 | 1. Feb. 2010         | 15. Juni 2015                         | Les Butler        | Terrence Coli                    |
| 146        | 16        | Gute Absichten                      | My Attendance Is Bad but My Intentions Are Good           | 8. Feb. 2010         | 16. Juni 2015                         | Jessica Landaw    | Nikki Schiefelbein               |
| 147        | 17        | Lydias letzte Chance                | At the Bottom of Everything                               | 15. Feb. 2010        | 17. Juni 2015                         | Bethany Joy Lenz  | John A. Norris                   |
| 148        | 18        | Ich lass dich nicht los             | The Last Day of Our Acquaintance                          | 22. Feb. 2010        | 18. Juni 2015                         | Joe Davola        | Mike Daniels                     |
| 149        | 19        | Jedes Bild erzählt eine Geschichte  | Every Picture Tells a Story                               | 26. Apr. 2010        | 19. Juni 2015                         | Chad Graves       | William H. Brown                 |
| 150        | 20        | Verdrehte Verhältnisse              | Learning to Fail                                          | 3. Mai 2010          | 22. Juni 2015                         | Greg Prange       | Shaina Fewell & Renee Intlekofer |
| 151        | 21        | Schatzsuche                         | What’s in the Ground Belongs to You                       | 10. Mai 2010         | 23. Juni 2015                         | Peter B. Kowalski | Mark Schwahn                     |
| 152        | 22        | Die Filmpremiere                    | Almost Everything I Wish I’d Said the Last Time I Saw You | 17. Mai 2010         | 24. Juni 2015                         | Mark Schwahn      | Mark Schwahn                     |

## Staffel 8
Die Erstausstrahlung der achten Staffel war vom 14. September 2010 bis zum 17. Mai 2011 auf dem US-amerikanischen Sender The CW zu sehen. Die deutschsprachige Erstausstrahlung sendete der deutsche Free-TV-Sender sixx vom 25. Juni bis zum 24. Juli 2015.
| Nr. (ges.) | Nr. (St.) | Deutscher Titel                 | Originaltitel                            | Erstausstrahlung USA | Deutschsprachige Erstausstrahlung (D) | Regie             | Drehbuch                         |
| ---------- | --------- | ------------------------------- | ---------------------------------------- | -------------------- | ------------------------------------- | ----------------- | -------------------------------- |
| 153        | 1         | Böses Erwachen                  | Asleep at Heaven’s Gate                  | 14. Sep. 2010        | 25. Juni 2015                         | Mark Schwahn      | Mark Schwahn                     |
| 154        | 2         | Nur mit dir                     | I Can’t See You, but I Know You’re There | 21. Sep. 2010        | 26. Juni 2015                         | Joe Davola        | Mark Schwahn                     |
| 155        | 3         | Der Zwischenraum                | The Space in Between                     | 28. Sep. 2010        | 29. Juni 2015                         | Greg Prange       | Mark Schwahn                     |
| 156        | 4         | Wer fängt mich auf?             | We All Fall Down                         | 5. Okt. 2010         | 30. Juni 2015                         | Peter B. Kowalski | William H. Brown                 |
| 157        | 5         | Jeder Traum hat mal ein Ende    | Nobody Taught Us to Quit                 | 12. Okt. 2010        | 1. Juli 2015                          | James Lafferty    | Mark Schwahn                     |
| 158        | 6         | Keine Angst                     | Not Afraid                               | 19. Okt. 2010        | 2. Juli 2015                          | Sophia Bush       | John A. Norris                   |
| 159        | 7         | Die Schwiegermutter             | Luck Be a Lady                           | 2. Nov. 2010         | 3. Juli 2015                          | Les Butler        | Mike Herro & David Strauss       |
| 160        | 8         | Die Zahnspange                  | Mouthful of Diamonds                     | 9. Nov. 2010         | 6. Juli 2015                          | Michael J. Leone  | Mark Schwahn                     |
| 161        | 9         | Nicht jeder Gast ist willkommen | Between Raising Hell and Amazing Grace   | 16. Nov. 2010        | 7. Juli 2015                          | Bethany Joy Lenz  | Nikki Schiefelbein               |
| 162        | 10        | Listen und Pläne                | Lists, Plans                             | 30. Nov. 2010        | 8. Juli 2015                          | Joe Davola        | Johnny Richardson                |
| 163        | 11        | Das Unwetter                    | Darkness on the Edge of Town             | 7. Dez. 2010         | 9. Juli 2015                          | Mark Schwahn      | Mark Schwahn                     |
| 164        | 12        | Gedächtnislücken                | The Drinks We Drank Last Night           | 25. Jan. 2011        | 10. Juli 2015                         | Chad Graves       | Shaina Fewell                    |
| 165        | 13        | Die bessere Hälfte              | The Other Half of Me                     | 1. Feb. 2011         | 13. Juli 2015                         | Greg Prange       | John A. Norris                   |
| 166        | 14        | Superkräfte                     | Holding Out for a Hero                   | 8. Feb. 2011         | 14. Juli 2015                         | Peter B. Kowalski | Mike Herro & David Strauss       |
| 167        | 15        | Valentinstag für alle           | Valentine’s Day Is Over                  | 15. Feb. 2011        | 15. Juli 2015                         | Paul Johansson    | Mark Schwahn                     |
| 168        | 16        | Gute Eltern                     | I Think I’m Gonna Like It Here           | 22. Feb. 2011        | 16. Juli 2015                         | Steven Goldfried  | Rachel Specter & Audrey Wauchope |
| 169        | 17        | Fehlalarm                       | The Smoker You Drink, the Player You Get | 1. März 2011         | 17. Juli 2015                         | Les Butler        | Mark Schwahn                     |
| 170        | 18        | Ein kleines Wunder              | Quiet Little Voices                      | 19. Apr. 2011        | 20. Juli 2015                         | Austin Nichols    | Mark Schwahn                     |
| 171        | 19        | Väter und Söhne                 | Where Not to Look for Freedom            | 26. Apr. 2011        | 21. Juli 2015                         | Joe Davola        | Mark Schwahn                     |
| 172        | 20        | Überraschende Wahrheiten        | The Man Who Sailed Around His Soul       | 3. Mai 2011          | 22. Juli 2015                         | Mark Schwahn      | Mark Schwahn                     |
| 173        | 21        | Der Platz am Fluss              | Flightless Bird, American Mouth          | 10. Mai 2011         | 23. Juli 2015                         | Greg Prange       | Mark Schwahn                     |
| 174        | 22        | Magische Momente                | This Is My House, This Is My Home        | 17. Mai 2011         | 24. Juli 2015                         | Mark Schwahn      | Mark Schwahn                     |

## Staffel 9
Am 17. Mai 2011 verlängerte The CW die Serie um eine neunte und letzte Staffel mit 13 Episoden, welche vom 11. Januar bis zum 4. April 2012 ausgestrahlt wurde. Die deutschsprachige Erstausstrahlung der finalen Staffel lief vom 2. Januar bis 18. Januar 2017 im Nachtprogramm bei sixx
| Nr. (ges.) | Nr. (St.) | Deutscher Titel        | Originaltitel                         | Erstausstrahlung USA | Deutschsprachige Erstausstrahlung (D) | Regie             | Drehbuch                   |
| ---------- | --------- | ---------------------- | ------------------------------------- | -------------------- | ------------------------------------- | ----------------- | -------------------------- |
| 175        | 1         | Die Hölle auf Erden    | Know This, We’ve Noticed              | 11. Jan. 2012        | 2. Jan. 2017                          | Mark Schwahn      | Mark Schwahn               |
| 176        | 2         | Alles nur Einbildung?  | In the Room Where You Sleep           | 18. Jan. 2012        | 3. Jan. 2017                          | Joe Davola        | Mark Schwahn               |
| 177        | 3         | Unter Beobachtung      | Love the Way You Lie                  | 25. Jan. 2012        | 4. Jan. 2017                          | Paul Johansson    | Lenn K. Rosenfeld          |
| 178        | 4         | Schuldgefühle          | Don’t You Want to Share the Guilt?    | 1. Feb. 2012         | 5. Jan. 2017                          | Les Butler        | Nikki Schiefelbein         |
| 179        | 5         | Vollmond               | The Killing Moon                      | 8. Feb. 2012         | 6. Jan. 2017                          | Greg Prange       | Shaina Fewell              |
| 180        | 6         | Das falsche Team       | Catastrophe and the Cure              | 15. Feb. 2012        | 9. Jan. 2017                          | James Lafferty    | Roger Grant                |
| 181        | 7         | Nachforschungen        | Last Known Surroundings               | 22. Feb. 2012        | 10. Jan. 2017                         | Austin Nichols    | Mark Schwahn               |
| 182        | 8         | Angst vor der Wahrheit | A Rush of Blood to the Head           | 29. Feb. 2012        | 11. Jan. 2017                         | Greg Prange       | Johnny Richardson          |
| 183        | 9         | Und niemand weiß wo    | Every Breath Is a Bomb                | 7. März 2012         | 12. Jan. 2017                         | Peter B. Kowalski | Ian Biggins                |
| 184        | 10        | Du wirst sterben       | Hardcore Will Never Die, but You Will | 14. März 2012        | 13. Jan. 2017                         | Mark Schwahn      | Mark Schwahn               |
| 185        | 11        | Danny Boy              | Danny Boy                             | 21. März 2012        | 16. Jan. 2017                         | Joe Davola        | Mike Herro & David Strauss |
| 186        | 12        | Alles über Bord        | Anyone Who Had a Heart                | 28. März 2012        | 17. Jan. 2017                         | Sophia Bush       | Brian L. Ridings           |
| 187        | 13        | Abschied               | One Tree Hill                         | 4. Apr. 2012         | 18. Jan. 2017                         | Mark Schwahn      | Mark Schwahn               |